# Fryderyki 2024
Fryderyki 2024 – 30. edycja polskich nagród muzycznych Fryderyków, przyznawanych przez Akademię Fonograficzną (powołaną przez Związek Producentów Audio-Video), honorująca dokonania przemysłu muzycznego między 1 grudnia 2022 a 1 grudnia 2023. Ceremonie wręczenia nagród odbyły się w ramach Fryderyk Festiwalu 2024. Gala muzyki rozrywkowej i jazzowej odbyła się 22 marca 2024 w PreZero Arenie Gliwice i była emitowana na żywo przez TVN. Poprowadzili ją w pierwszej części Karina Nicińska i Bartosz Sąder, zaś w drugiej Ola Filipek, Gabi Drzewiecka, Marcin Prokop i Mery Spolsky. Gala muzyki poważnej odbyła się 28 kwietnia 2024 w siedzibie Narodowej Orkiestry Symfonicznej Polskiego Radia w Katowicach i była retransmitowana przez Metro. Poprowadzili ją Katarzyna Sanocka i Robert Kamyk.
Nagrody konkursowe zostały przyznane w 38 kategoriach (24 w sekcji muzyki rozrywkowej, 3 w sekcji muzyki jazzowej i 11 w sekcji muzyki poważnej). Najwięcej nominacji (8) otrzymał Vito Bambino. Najwięcej nagród zdobyli Lech Janerka (5) i Chór Polskiego Radia w Krakowie (3). Poza nagrodami konkursowymi zostały przyznane cztery Złote Fryderyki i nagroda publiczności dla Fryderykowego przeboju 30-lecia.

## Organizacja
Od 6 listopada do 6 grudnia 2023 Akademia Fonograficzna przyjmowała zgłoszenia do Fryderyków 2024. W sekcji muzyki rozrywkowej zostały utworzone 24 kategorie, w sekcji muzyki jazzowej 3, zaś w sekcji muzyki poważnej 10. Pierwotnie plebiscyt miał obejmować wydawnictwa muzyczne wydane między 1 grudnia 2022 a 30 listopada 2023, jednak okres ten został wydłużony do 1 grudnia 2023 ze względu na fakt, że na piątek przypada większość muzycznych premier. Łącznie w sekcjach muzyki rozrywkowej i jazzowej zostało zgłoszone 419 wykonawców, 417 twórców (autorów i kompozytorów), 172 producentów muzycznych, 383 albumy, 429 utworów i 378 teledysków, zaś o nominację w kategoriach fonograficznego debiutu roku ubiegało się 100 artystów (84 w muzyce rozrywkowej i 16 w jazzie). W sekcji muzyki poważnej zostało zgłoszone 196 albumów.
18 stycznia 2024 Związek Producentów Audio-Video (ZPAV) poinformował, że gala wręczenia nagród w kategoriach muzyki rozrywkowej i jazzu została zaplanowana na 22 marca 2024, po raz drugi z rzędu w PreZero Arenie Gliwice, a jej producentem będzie agencja High Events. Równocześnie ZPAV ogłosił, że podczas imprezy wystąpią na żywo Doda, Smolasty, Daria Zawiałow i Kwiat Jabłoni. Partnerami medialnymi wydarzenia zostali TVN, RMF FM, RMF Maxx i Onet.pl.
21 lutego 2024 ZPAV ogłosił nominacje w sekcji muzyki poważnej, a dzień później w sekcjach muzyki rozrywkowej i muzyki jazzowej. Również 22 lutego 2024 TVN poinformował, że wyemituje na żywo galę muzyki rozrywkowej i jazzu. 26 lutego 2024 ZPAV ogłosił laureatów honorowych Złotych Fryderyków oraz poinformował, że gala muzyki poważnej odbędzie się 28 kwietnia w siedzibie Narodowej Orkiestry Symfonicznej Polskiego Radia w Katowicach. 1 marca 2024 rozpoczął we współpracy z RMF FM głosowanie internautów na Fryderykowy przebój 30-lecia, do którego zostały nominowane wszystkie piosenki nagrodzone w 30-letnej historii Fryderyków w kategorii utwór roku. 4 marca, a następnie 13 marca 2024 organizatorzy ogłosili kolejnych wykonawców, którzy wystąpią podczas gali muzyki rozrywkowej i jazzowej.
Gala muzyki rozrywkowej i jazzu rozpoczęła się o godzinie 17:45 i była w całości emitowana w serwisie YouTube oraz mediach społecznościowych Fryderyków, Onet.pl, RMF FM i serwisu Player. Jej pierwszą część poprowadzili dziennikarze Karina Nicińska i Bartosz Sąder. Druga część, która rozpoczęła się o godzinie 20, była równocześnie transmitowana w TVN. Poprowadzili ją prezenterzy Ola Filipek, Gabi Drzewiecka i Marcin Prokop oraz piosenkarka Mery Spolsky. W transmisji telewizyjnej była podzielona na trzy segmenty: Superstars, Odkrycia i Giganci.
8 kwietnia 2024 organizatorzy podali listę wykonawców podczas gali muzyki poważnej. 26 kwietnia 2024 zapowiedzieli, że jej emisja na żywo odbędzie się w serwisie YouTube oraz mediach społecznościowych Fryderyków i Onet.pl, zaś jej retransmisja w stacji telewizyjnej Metro odbyła się 7 maja 2024 o godzinie 22:45. Poprowadzili ją Katarzyna Sanocka i Robert Kamyk.

## Przebieg

### Gala muzyki rozrywkowej i jazzu (22 marca 2024)

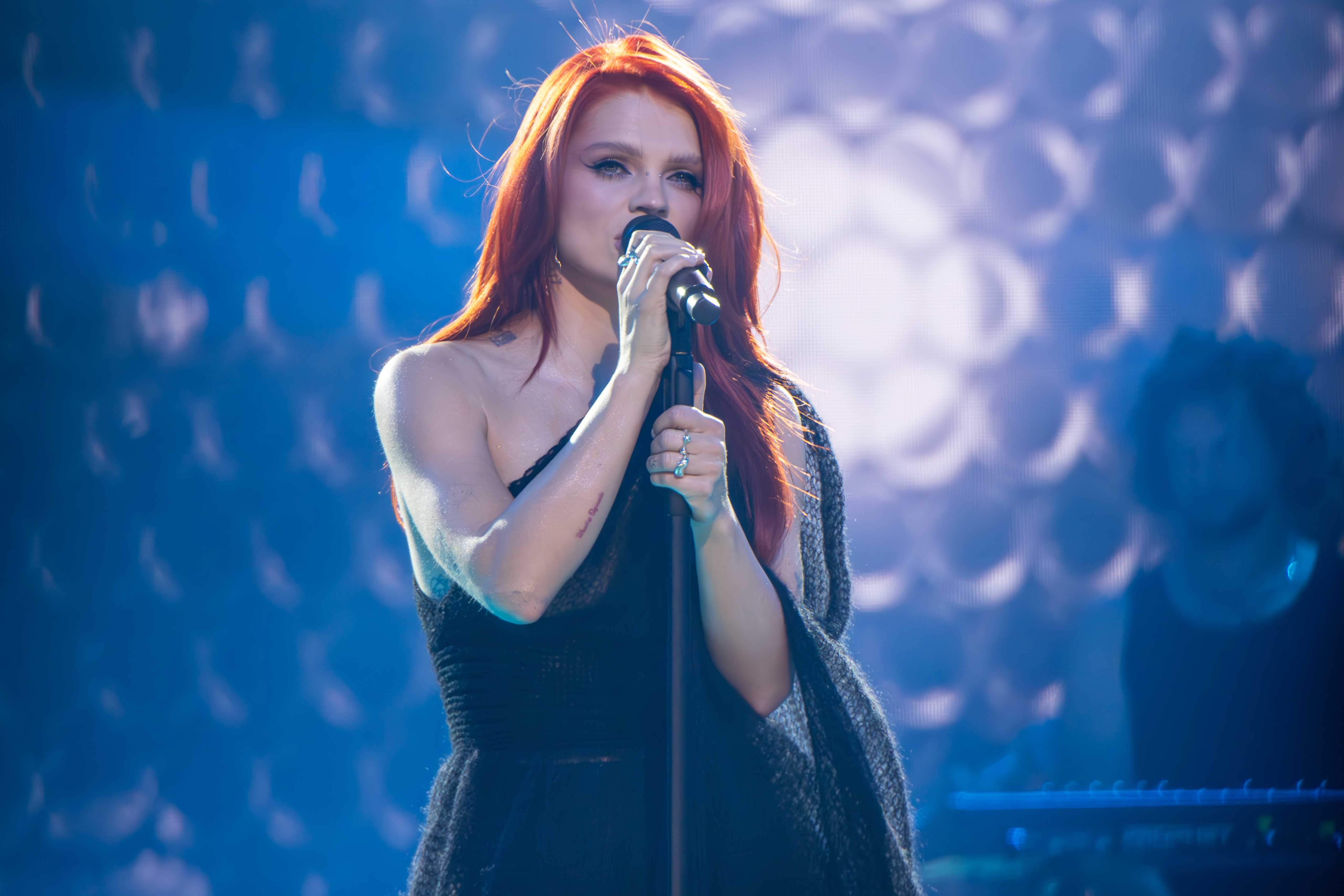
Margaret podczas występu

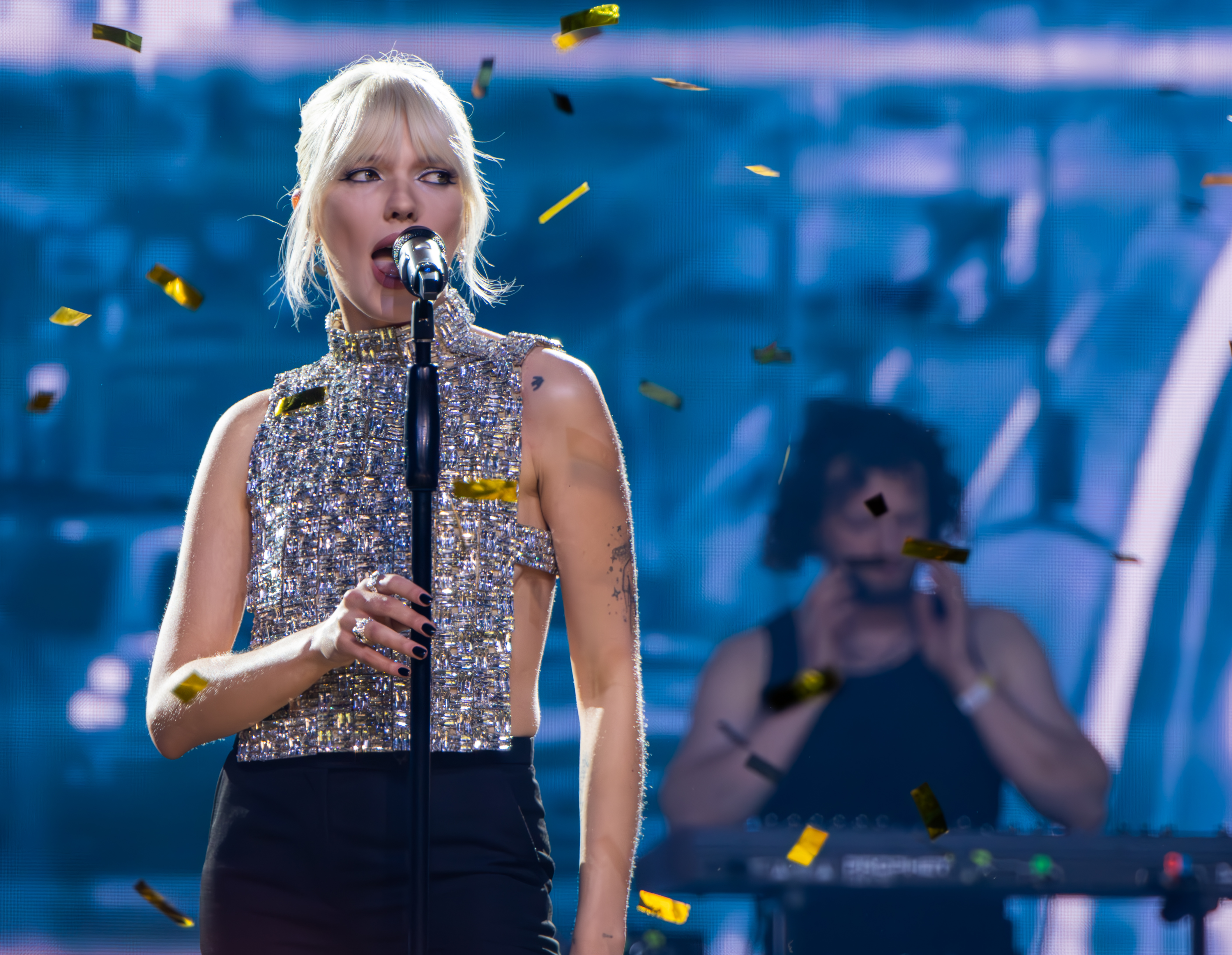
Daria Zawiałow podczas występu

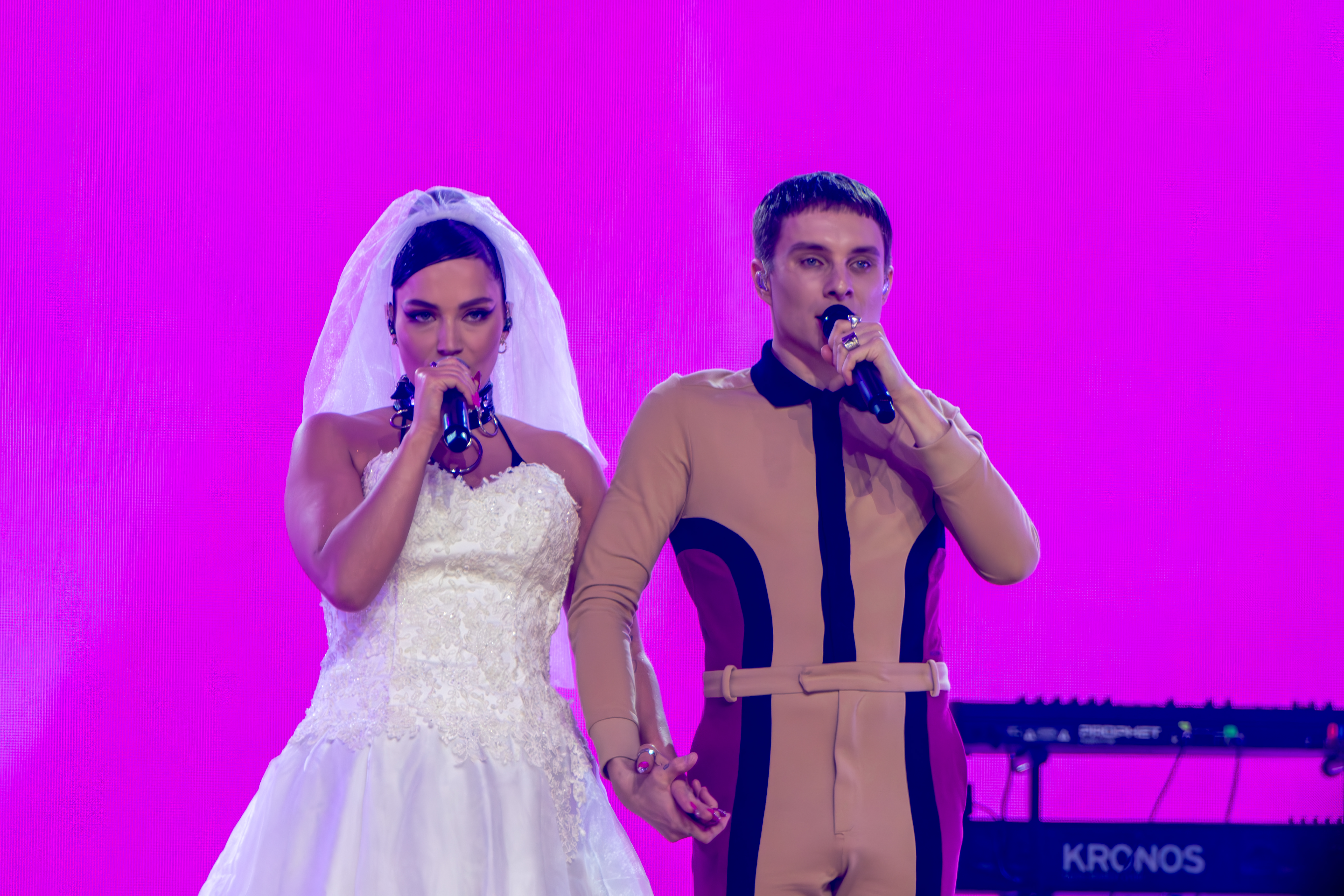
Mery Spolsky i Ralph Kaminski podczas występu

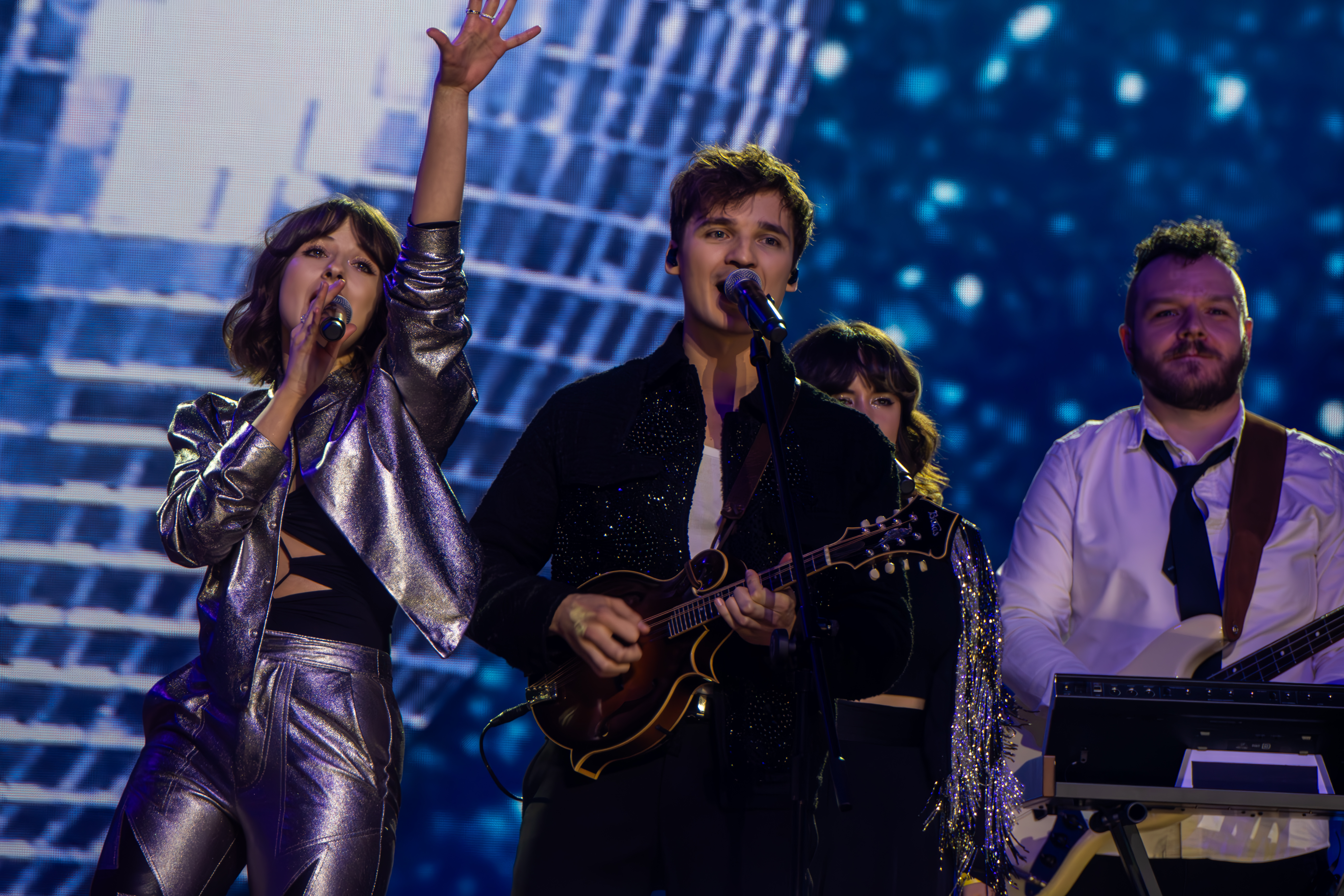
Kwiat Jabłoni podczas występu

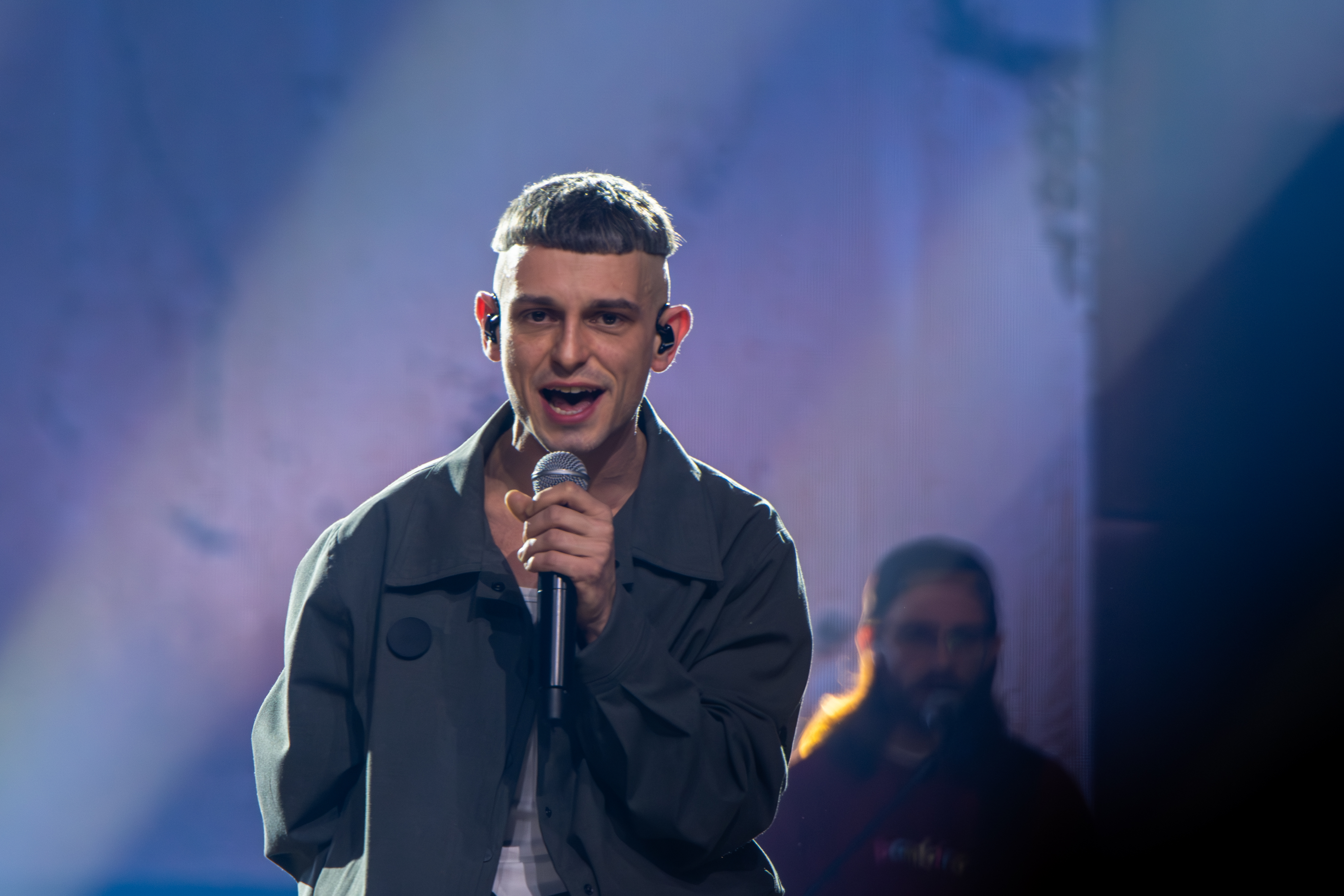
Vito Bambino podczas występu

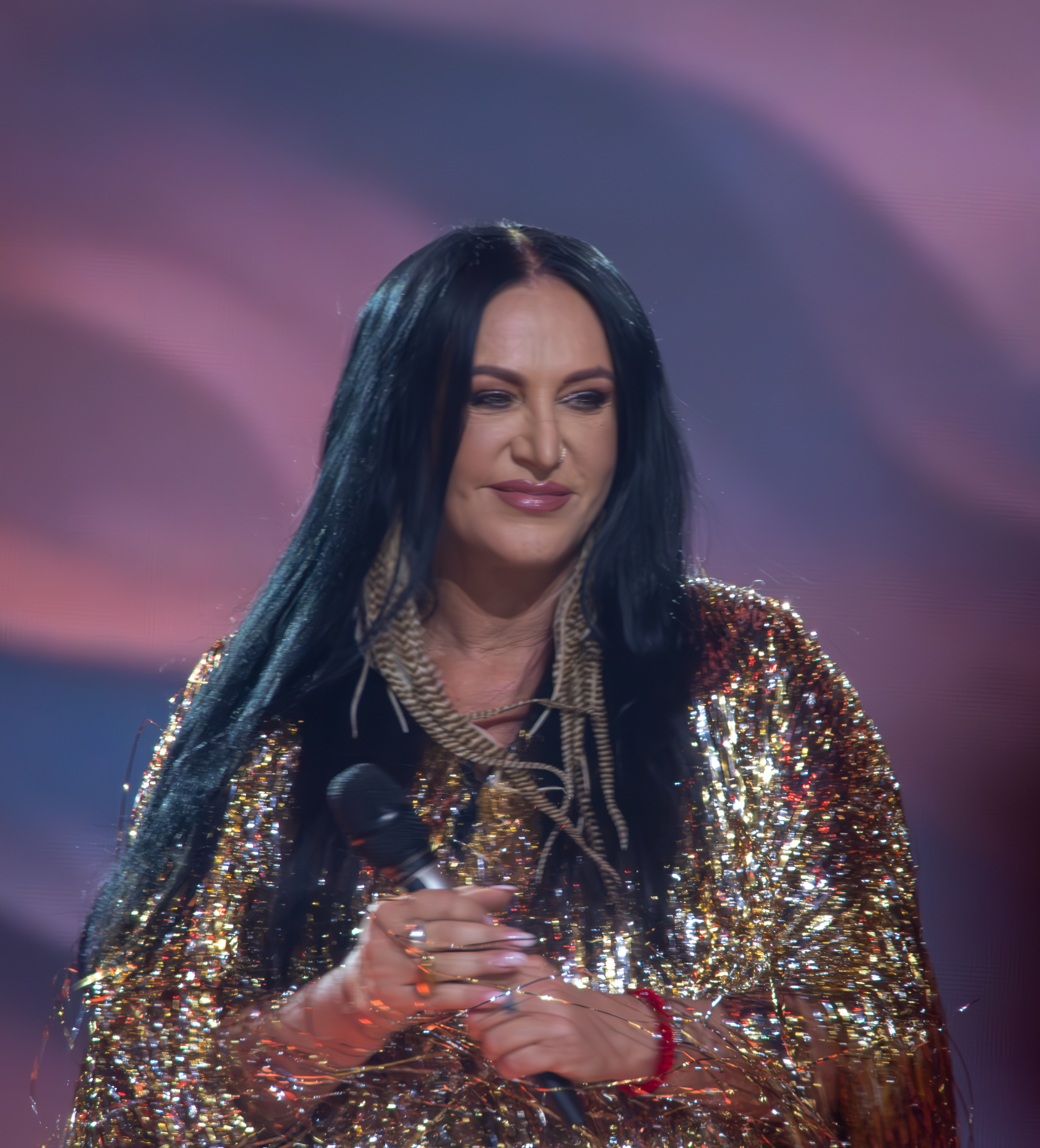
Kayah podczas występu

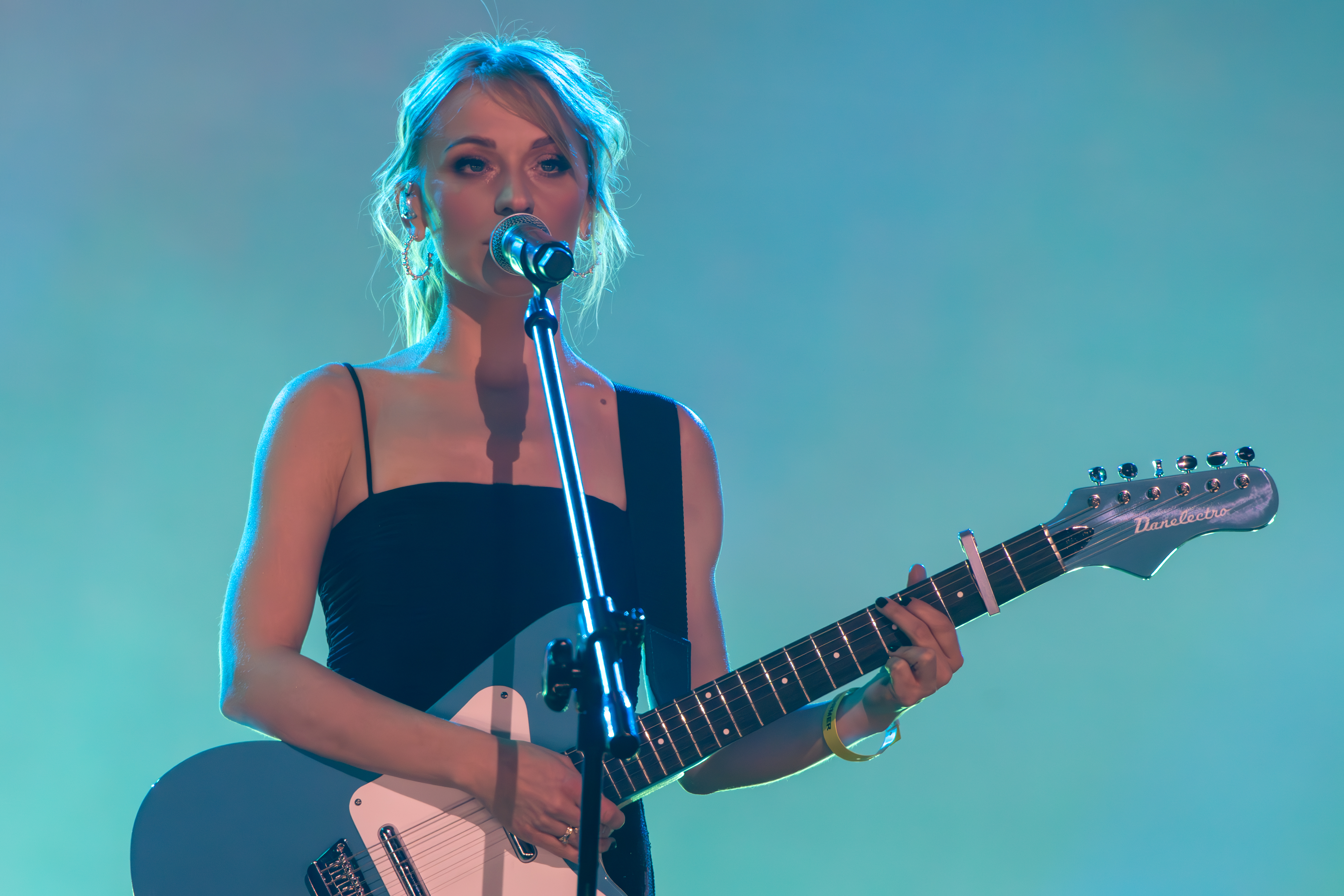
Kaśka Sochacka podczas występu

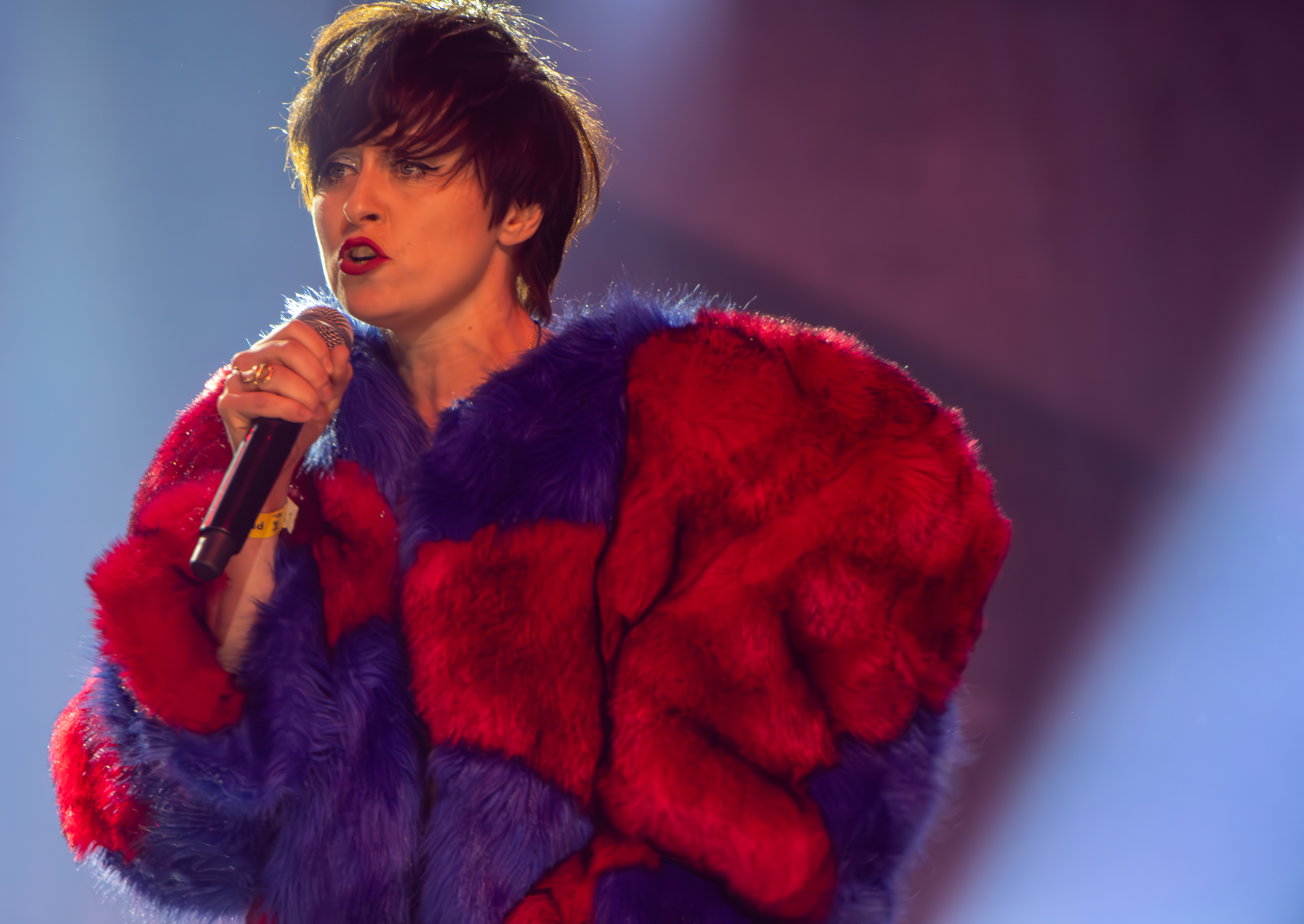
Natalia Przybysz podczas występu

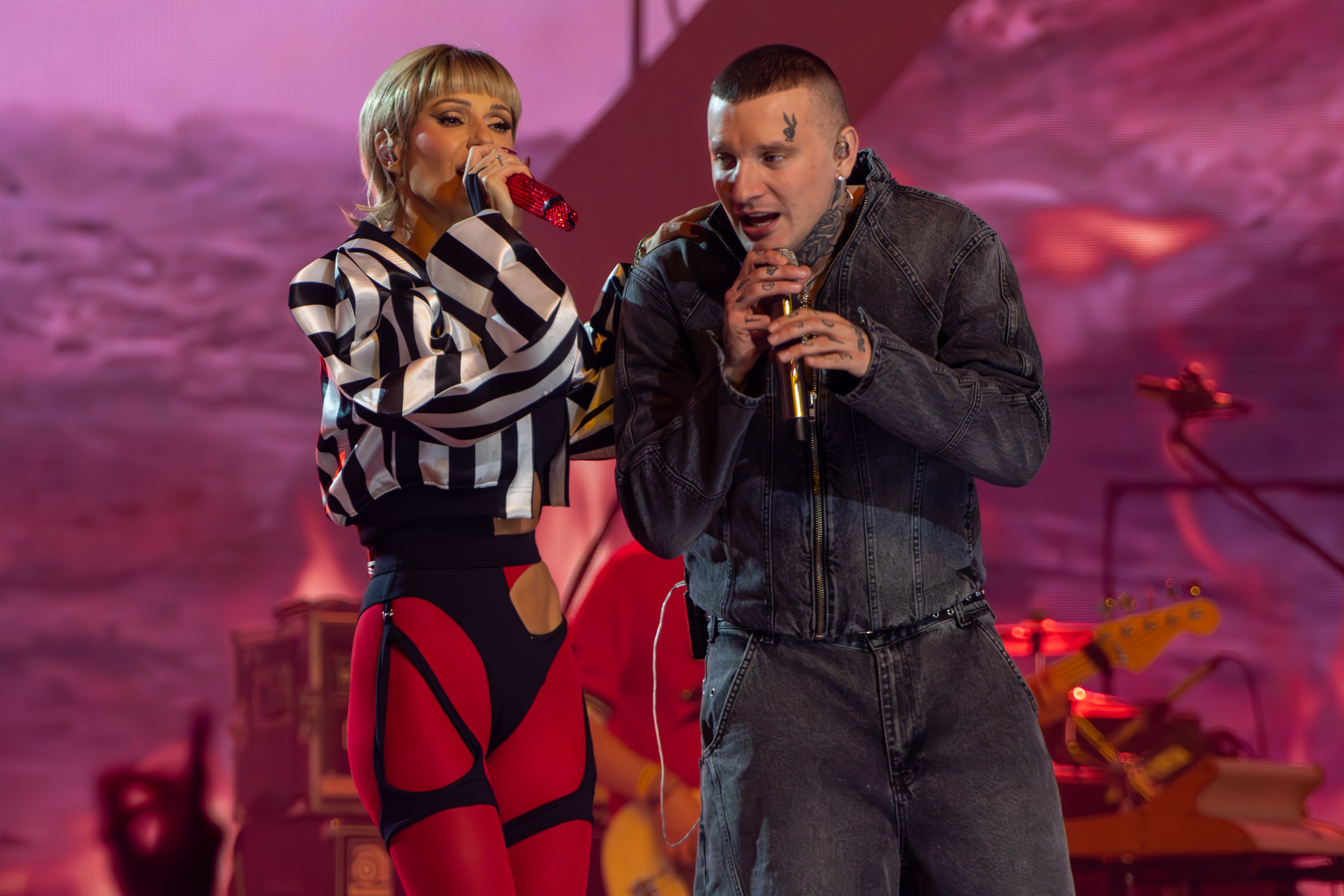
Doda i Smolasty podczas występu

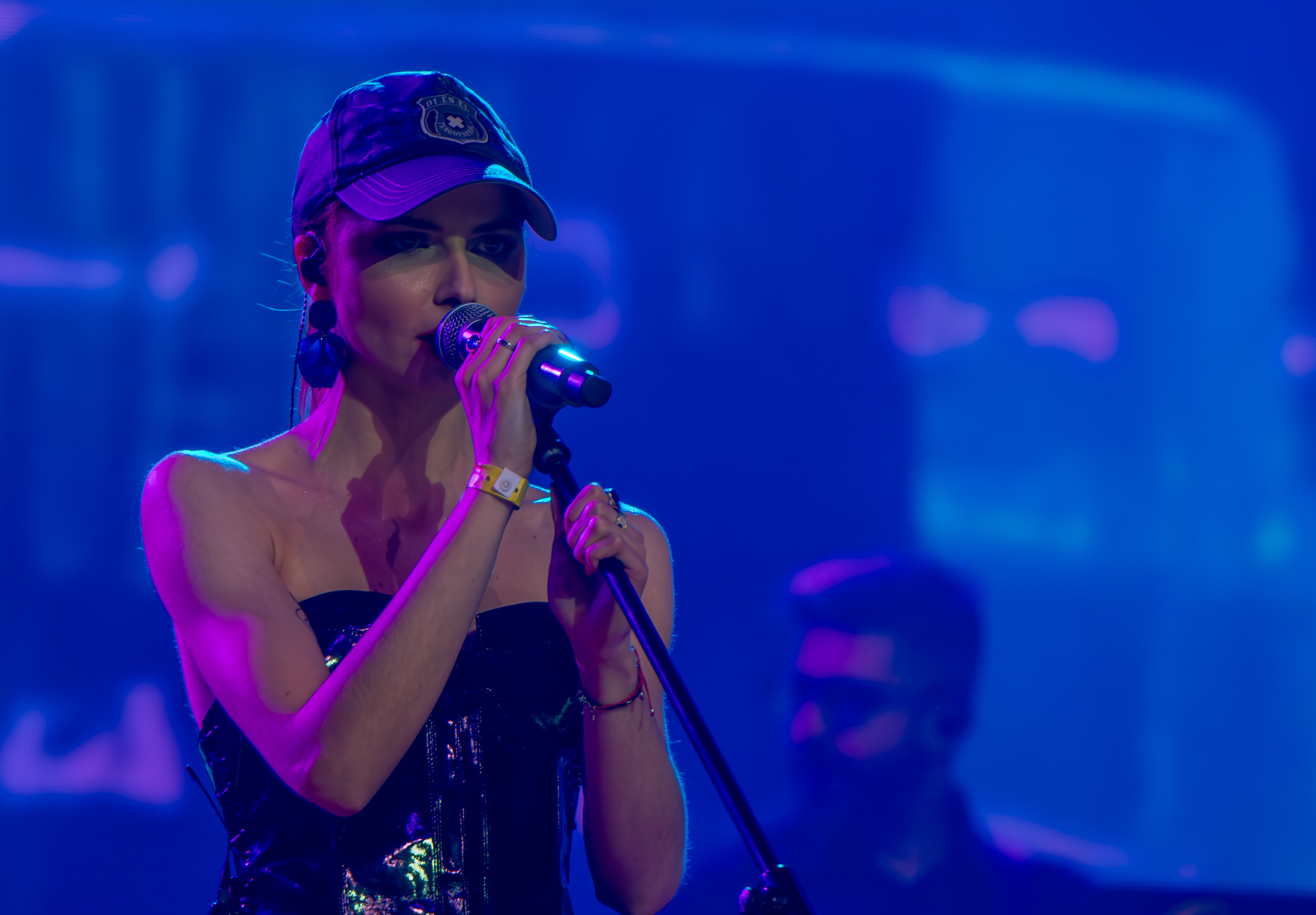
Daria ze Śląska podczas występu

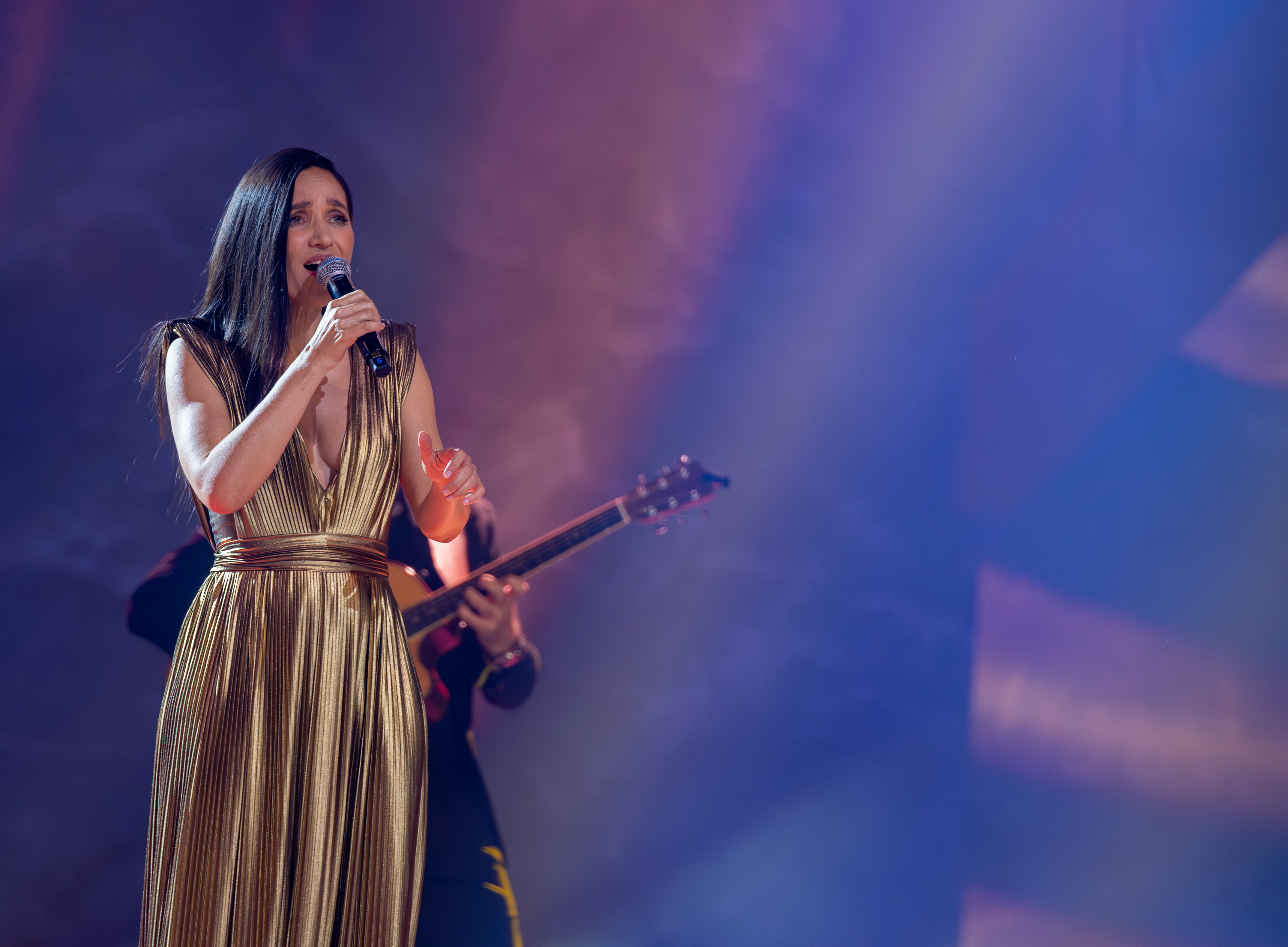
Dorota Miśkiewicz podczas występu

#### Występy
Występy podczas gali muzyki rozrywkowej i jazzu:

- KSU – „1944 (w okopie)”
- Włodi – „Hhultras”
- Carnal – „Czas nie leczy ran”
- Myslovitz – „Długość dźwięku samotności”
- Margaret – „Tańcz głupia”
- Daria Zawiałow – „Złamane serce jest ok”
- Ralph Kaminski i Mery Spolsky – „Pies i suka (No Echoes Remix)”
- Kwiat Jabłoni – „Byłominęło”, „Od nowa”
- Vito Bambino – „Etna”
- Kathia, Frank Leen i Paulina Przybysz – „Długość dźwięku samotności” / „Chłopcy” / „Oko za oko, słowo za słowo” / „Zanim zrozumiesz” / „Trudno nie wierzyć w nic” / „A to, co mam…” / „Nie, nie, nie”
- L.U.C., Rebel Babel Film Orchestra, Dagadana i Kayah – „Jesień – tańcuj”
- Chivas – „Anyżowe żelki”
- Oskar Cyms i Carla Fernandes – „Do gwiazd”
- Kasia Lins i WaluśKraksaKryzys – „Do śmierci mamy czas”
- Kaśka Sochacka – „Madison”
- Rosalie., Natalia Przybysz i Tomasz Ziętek – „Trudno mi się przyznać” / „Era retuszera” / „Varsovie”
- Doda i Smolasty – „Nim zajdzie słońce”
- Doda – „Mama”
- Daria ze Śląska – „Gambino”
- Kacperczyk i WaluśKraksaKryzys – „Wstałem lewą nogą”
- Dorota Miśkiewicz – „Party in Olinda”
- Dawid Tyszkowski i Skubas – „Pola” / „Dobry moment” / „Mississippi w ogniu”

#### Prezenterzy
Prezenterzy podczas gali muzyki rozrywkowej i jazzu:

- Daga Gregorowicz – wręczenie nagrody w kategorii album roku muzyka korzeni
- Jacek Sienkiewicz i Katarzyna Sienkiewicz – wręczenie nagrody w kategorii album roku piosenka poetycka i literacka
- Marek Napiórkowski – wręczenie nagród w kategoriach artysta roku – jazz i fonograficzny debiut roku – jazz
- Jan Chojnacki – wręczenie nagrody w kategorii album roku blues
- Leszek Gnoiński – wręczenie nagrody w kategorii album roku metal
- Czesław Mozil – wręczenie nagrody w kategorii album roku alternatywa
- Andrzej Pągowski – wręczenie nagrody w kategorii album roku muzyka filmowa, teatralna, ilustracyjna
- Michał Kowalonek – wręczenie nagrody w kategorii album roku muzyka dziecięca
- Leszek Biolik – wręczenie nagrody w kategorii producent / producentka / team producencki roku
- Reni Jusis – wręczenie nagrody w kategorii kompozytor / kompozytorka / team kompozytorski roku
- Natalia Przybysz – wręczenie nagrody w kategorii autor / autorka / team autorski roku
- Kathia – wręczenie nagrody w kategorii teledysk roku
- WaluśKraksaKryzys – wręczenie nagrody w kategorii zespół / projekt artystyczny roku
- Natalia Lesz – wręczenie nagrody w kategorii najlepsze nowe wykonanie
- Igo – wręczenie nagrody w kategorii najlepsze nagranie koncertowe
- Ania Wojtkowiak i Artur Fiałkowski – wręczenie nagrody dla Fryderykowego przeboju 30-lecia
- Piotr Kupicha i Mariusz Kałamaga – wręczenie nagrody w kategorii artystka roku
- Justyna Steczkowska, Anna Wojtkowiak i Artur Fiałkowski – wręczenie nagrody w kategorii artysta roku
- Mrozu i Vito Bambino – wręczenie nagrody w kategorii album roku pop
- Rosalie. i Maciej Kutak – wręczenie nagrody w kategorii album roku hip-hop
- Katarzyna Kuczyńska-Budka i Piotr Metz – wręczenie Złotego Fryderyka dla Martyny Jakubowicz
- Daria Zawiałow i Wojciech Słabolepszy – wręczenie nagrody w kategorii fonograficzny debiut roku
- Kazimierz Karolczak i Michał Wiraszko – wręczenie nagrody w kategorii album roku rock
- Małgorzata Foremniak i Piotr Janiszewski – wręczenie nagrody w kategorii utwór roku
- Paluch – wręczenie Złotego Fryderyka dla DJ 600V
- Kaśka Sochacka – wręczenie nagrody w kategorii album roku indie pop
- Anna Markowska – wręczenie Złotego Fryderyka dla Kazimierza Jonkisza
- Dawid Lubowicz i Mateusz Smoczyński – wręczenie nagrody w kategorii album roku – jazz

### Gala muzyki poważnej (28 kwietnia 2024)
Występy podczas gali muzyki poważnej:
- Narodowa Orkiestra Symfoniczna Polskiego Radia w Katowicach pod dyrekcją Łukasza Borowicza – Burza z Peter Grimes
- oh! Trio – Chaconne z VII Suity G-dur Józefa Marchanda
- Jakub Jakowicz i Narodowa Orkiestra Symfoniczna Polskiego Radia w Katowicach pod dyrekcją Łukasza Borowicza – Medytacja z Thaïs
- Szymon Mechliński – Wyrok, Płaszcz
- Polish Violin Duo – Two contrasts for a duo
- Marcin Masecki
- Jan Jakub Bokun i Jakub Kościuszko – Double concerto

## Laureaci i nominowani

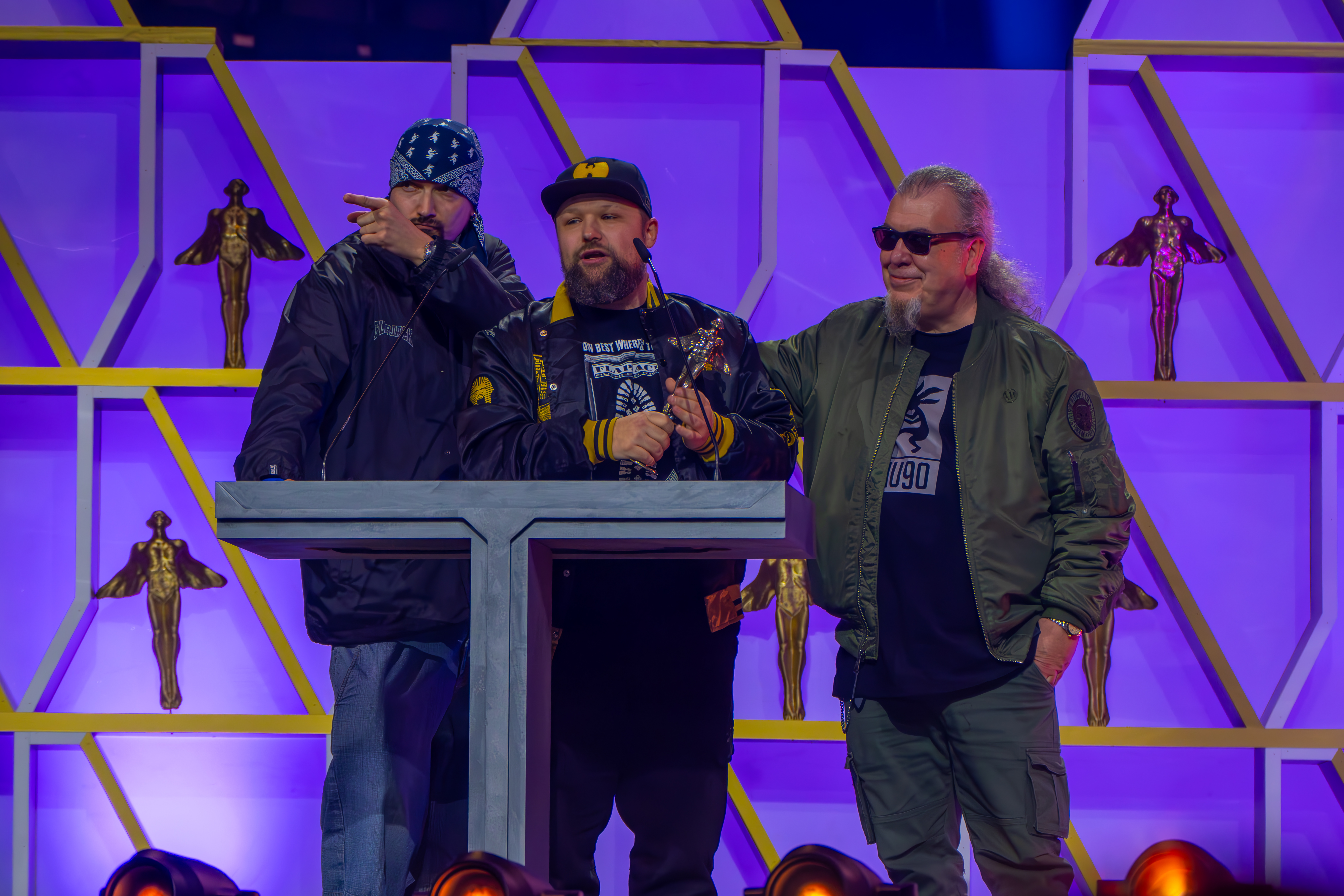
Flapjack podczas odbierania nagrody za album roku metal

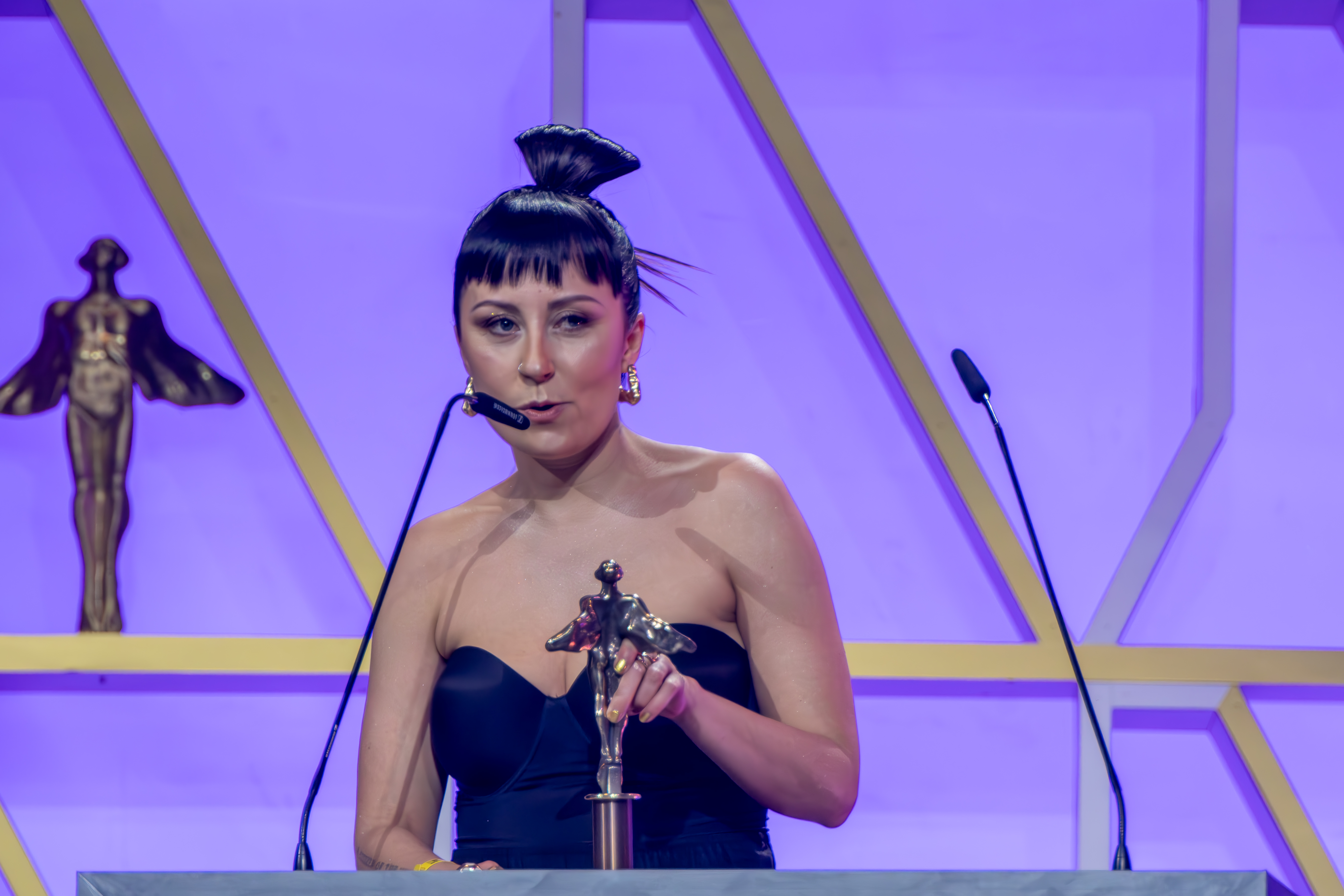
Paulina Przybysz podczas odbierania nagrody za album roku soul / r&b / reggae

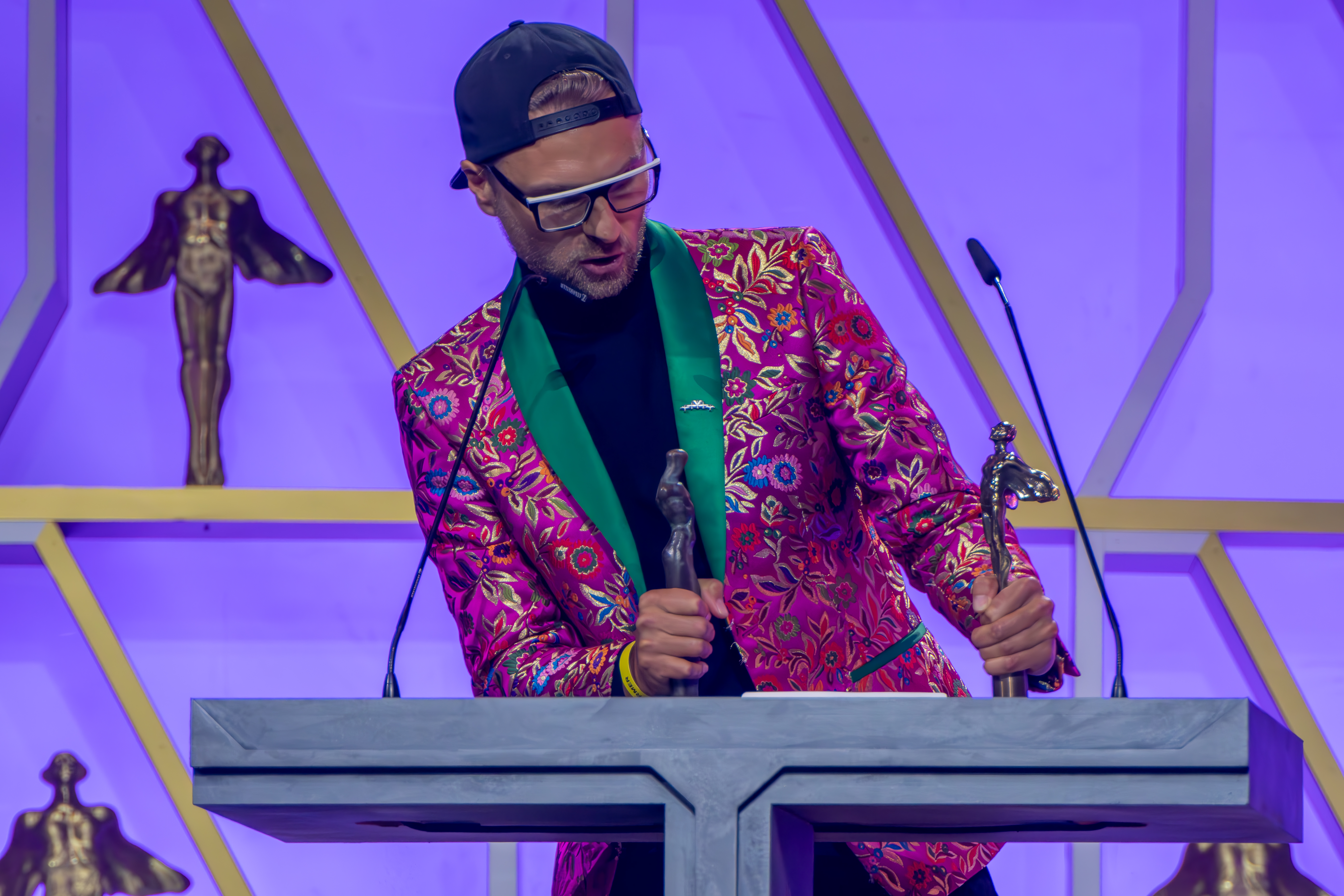
L.U.C. podczas odbierania nagrody za album roku muzyka filmowa, teatralna, ilustracyjna

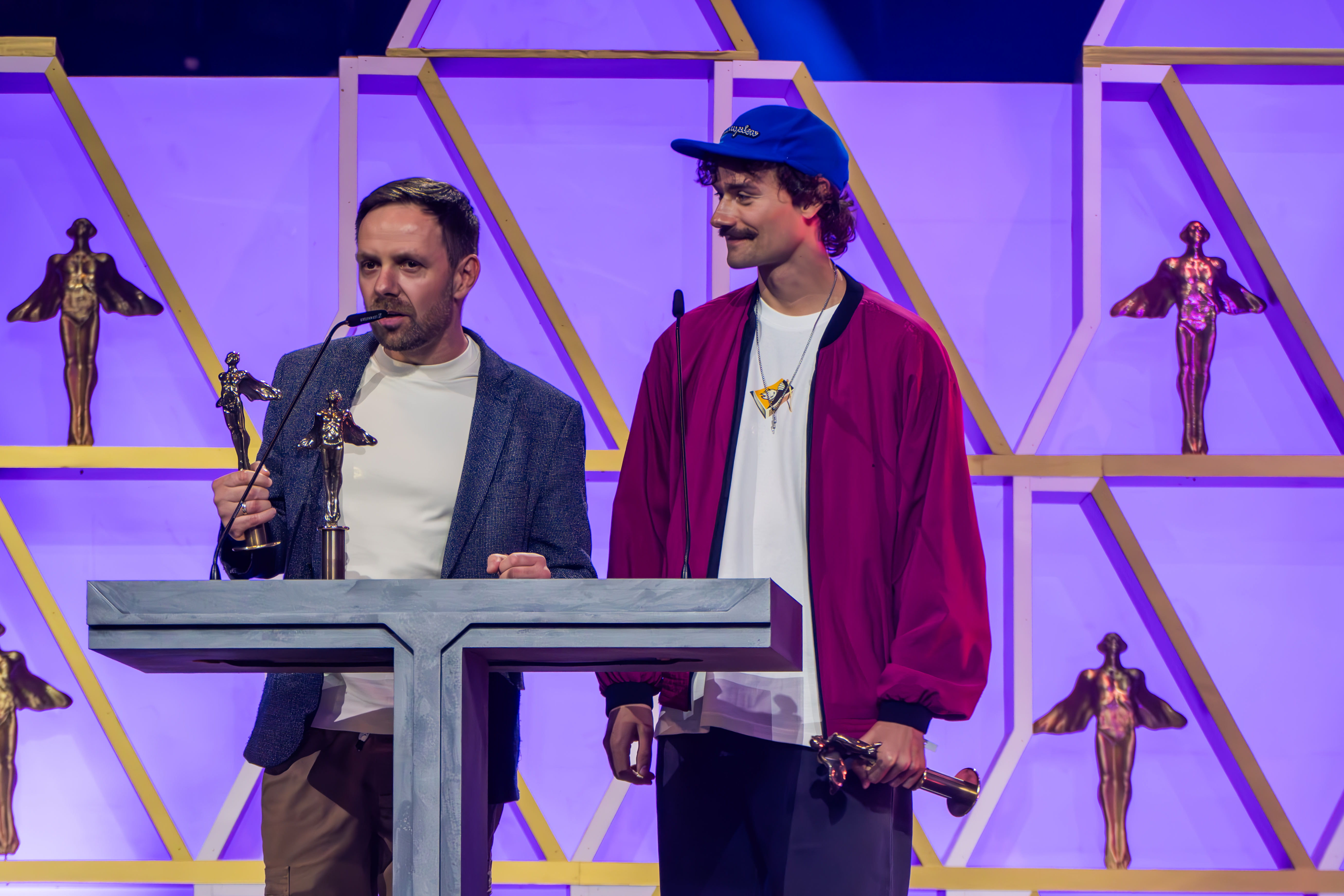
Łona i Krupa podczas odbierania nagrody dla zespołu / projektu artystycznego roku

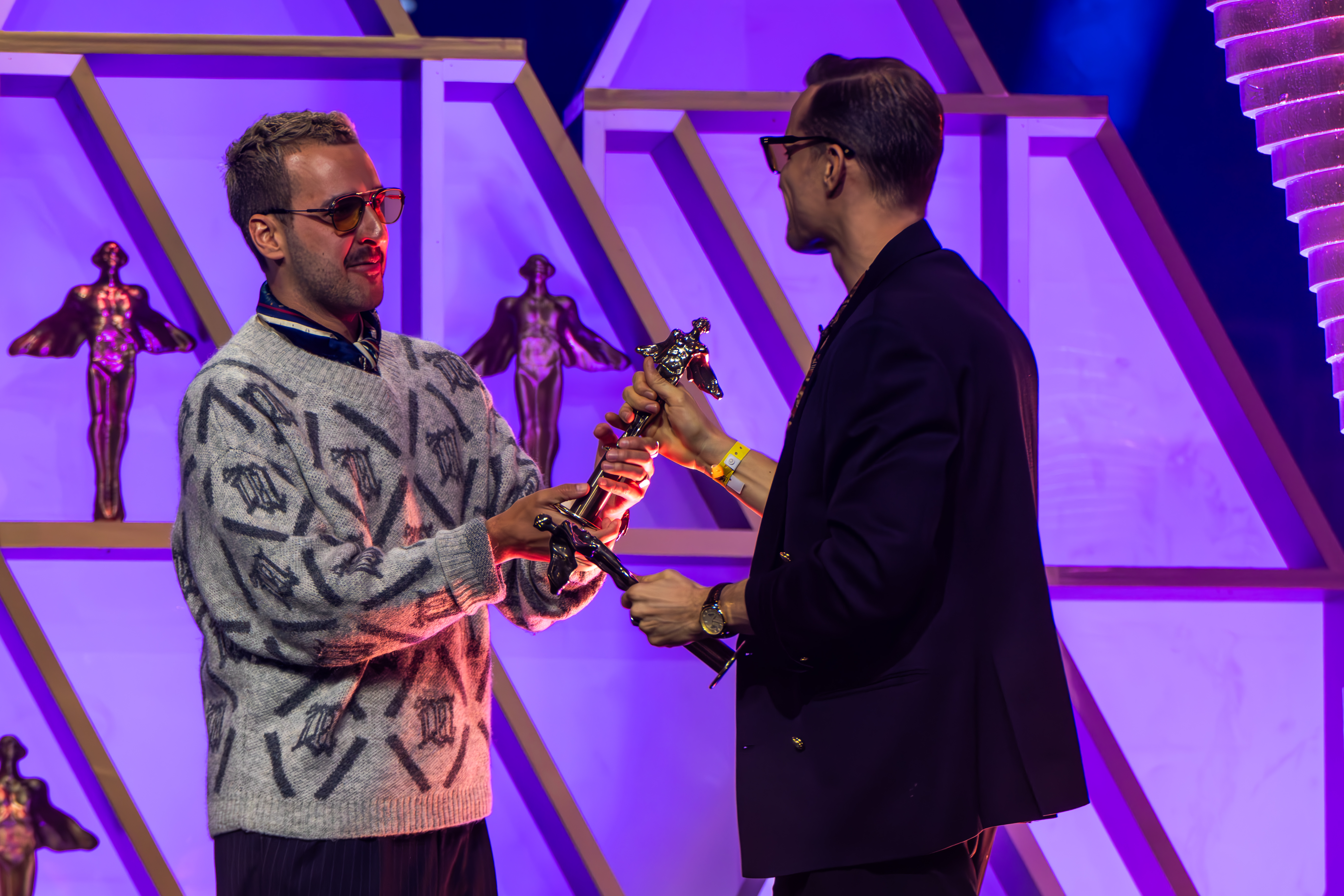
Mrozu podczas odbierania nagrody za najlepsze nagranie koncertowe z rąk Igo

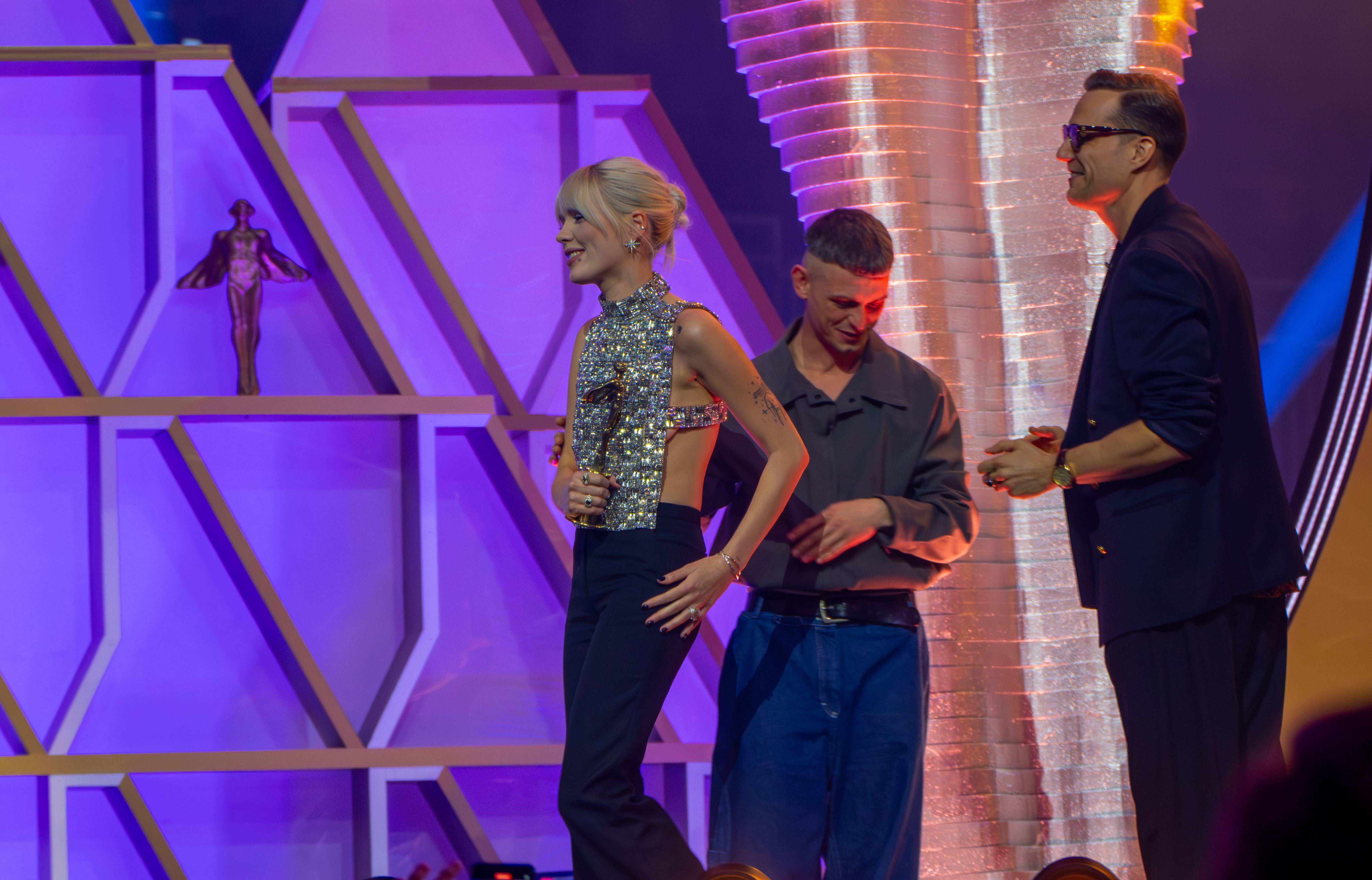
Daria Zawiałow podczas odbierania nagrody za album roku pop z rąk Vito Bambino i Mroza

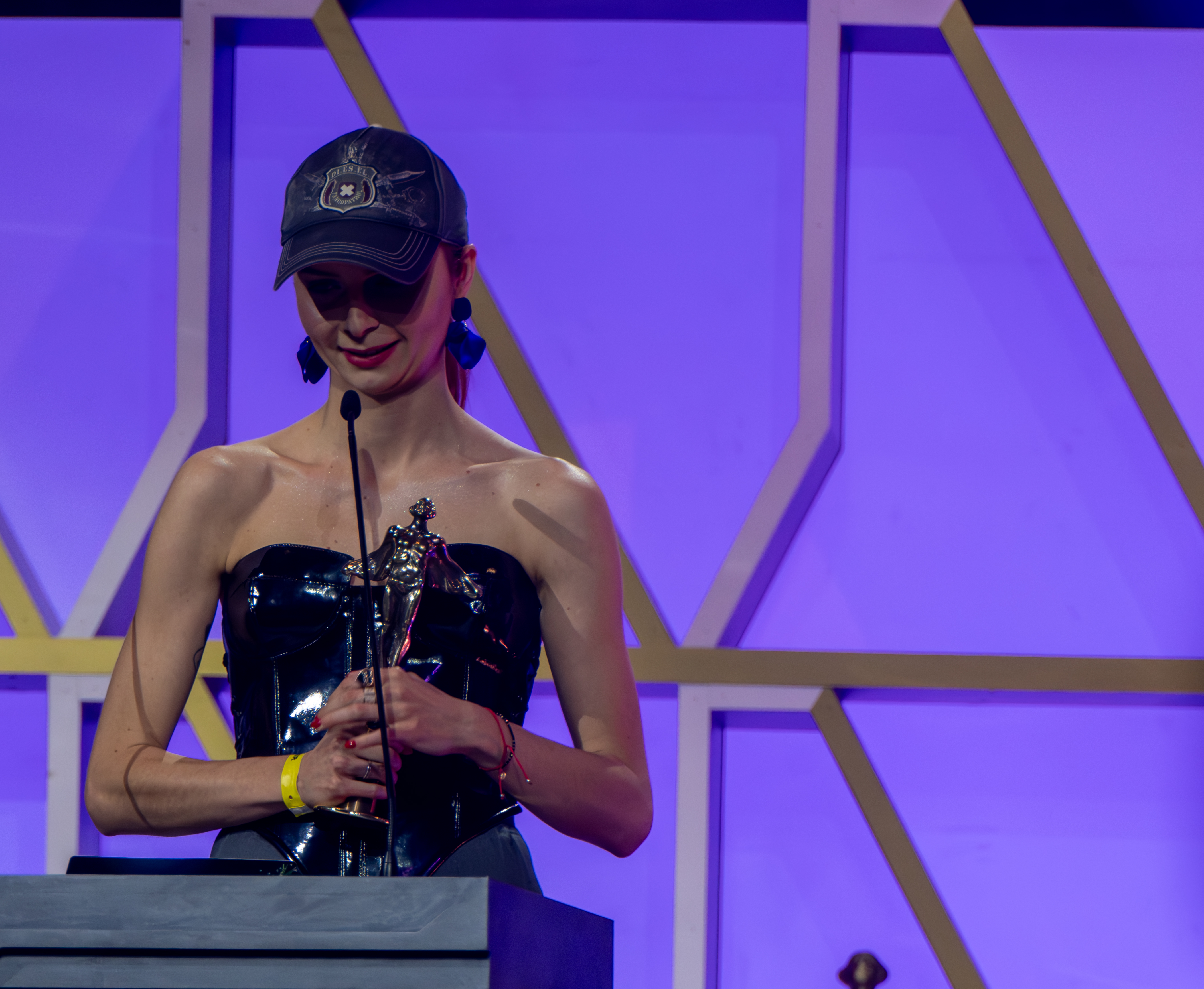
Daria ze Śląska podczas odbierania nagrody za fonograficzny debiut roku

### Sekcja muzyki rozrywkowej
| Utwór roku | Fonograficzny debiut roku |
| --- | --- |
| - „Dupa jak sofa” – Lech Janerka - „Etna” – Vito Bambino - „Fifi Hollywood” – Daria Zawiałow - „Jesień – tańcuj” – L.U.C. i Rebel Babel Film Orchestra, gościnnie: Kayah, Dagadana, Laboratorium Pieśni i Tęgie Chłopy - „Supermoce” – Męskie Granie Orkiestra 2023 (Igo, Mrozu i Vito Bambino) | - Daria ze Śląska - Frank Leen - Ignacy - Kathia - Matecki |
| Artystka roku | Artysta roku |
| - Hania Rani - Daria Zawiałow - Kasia Lins - Kaśka Sochacka - Mery Spolsky - sanah | - Lech Janerka - Krzysztof Zalewski - Mrozu - Taco Hemingway - Vito Bambino |
| Zespół / projekt artystyczny roku | Producent / producentka / team producencki roku |
| - Łona, Konieczny i Krupa - Kacperczyk - Kwiat Jabłoni - Lordofon - Męskie Granie Orkiestra 2023 (Igo, Mrozu i Vito Bambino) | - Hania Rani - Andrzej Smolik - Frank Leen - Hotel Torino (Patryk Kumór i Dominic Buczkowski-Wojtaszek) - L.U.C. i Rebel Babel Film Orchestra - Vito Bambino |
| Kompozytor / kompozytorka / team kompozytorski roku | Autor / autorka / team autorski roku |
| - Lech Janerka - Daria Zawiałow i Bartosz Dziedzic - Łona, Konieczny i Krupa - sanah, Dominic Buczkowski-Wojtaszek i Patryk Kumór - Vito Bambino, Amar Ziembiński, Franciszek Kempa i Moo Latte                                                                                                 | - Lech Janerka - Daria Zawiałow - Hania Rani - sanah - Vito Bambino |
| Album roku pop | Album roku indie pop |
| - Dziewczyna pop – Daria Zawiałow - Central Park – Ignacy - Erotik era – Mery Spolsky - Mój kot zaginął i już raczej nie wróci – Dawid Tyszkowski - Pokaz slajdów – Kwiat Jabłoni | - Tu była – Daria ze Śląska - Degrengolada – Nosowska - Pracownia – Vito Bambino - Omen – Kasia Lins - Tam – Natalia Przybysz |
| Album roku hip-hop | Album roku rock |
| - Taxi – Łona, Konieczny i Krupa - 1-800-Oświecenie – Taco Hemingway - Breslau Hardcore – Zdechły Osa - Hhultras – Włodi - PROXL3M – PRO8L3M | - + piekło + niebo + – WaluśKraksaKryzys - Chory na Polskę – Dr Misio - ID.Entity – Riverside - My – Kim Nowak - Wszystkie narkotyki świata – Myslovitz |
| Album roku alternatywa | Album roku elektronika |
| - Gipsowy odlew falsyfikatu – Lech Janerka - Bokka Hits 10 – Bokka - Ghosts – Hania Rani - Heartcore – Spięty - Narkotyki – Jan Emil Młynarski | - Minus 30°C – Zima Stulecia - AFR AI D – Mariusz Duda - AtomoGenus – Władysław „Gudonis” Komendarek i Krzysztof Maria Komendarek-Tymendorf - Borello – Krzesimir Dębski i Tadeusz Sudnik - Paranoje – Kiwi |
| Album roku metal | Album roku soul / r&b / reggae |
| - Sugar Free – Flapjack - Horyzont zdarzeń – Carnal - Unde Malum – Dragon - W ogniu świat – Łysa Góra - Wicher – Ugory | - Wracając – Paulina Przybysz - Cykl – Marika - Motherlode – Rosalie. |
| Album roku muzyka korzeni | Album roku blues |
| - In Search of a Better Tomorrow – EABS i Jaubi - Dekonstrukcja historyczna I – Żywiołak - Dziadoskie piosenki o miłości – Same Suki - Hé oyáte – Laboratorium Pieśni - Kryzys – Hańba! | - On the Wrong Planet – John Porter i Agata Karczewska - Full Speed No Brakes – Boogie Boys - Koncert w Rozmarino – Sławomir Wierzcholski i Nocna Zmiana Bluesa |
| Album roku muzyka filmowa, teatralna, ilustracyjna | Album roku piosenka poetycka i literacka |
| - Chłopi – L.U.C. i Rebel Babel Film Orchestra - Akademia pana Kleksa – Kleks - Mother’s Day – Zamilska - Imago – Andrzej Smolik - On Giacometti – Hania Rani | - Konstelacje – Katarzyna Groniec - Moje serce w Warszawie – Sorry Boys - Pomiędzy – Fismoll - Początek – Miuosh - Some Old Songs – Tomasz Ziętek |
| Album roku muzyka dziecięca | Najlepsze nagranie koncertowe |
| - Inwazja Nerdów vol. 1 – Czesław Mozil i Grajkowie Przyszłości - Lisek i przyjaciele – Śpiewające Brzdące - Piosenki domowe – Natalia Lesz | - MTV Unplugged – Mrozu - Bankiet u sanah – sanah - Big Band Live – Skalpel - Live – Kaśka Sochacka - Mikromusic z Górnej Półki – Mikromusic |
| Najlepsze nowe wykonanie | Teledysk roku |
| - „Nie stało się nic” (wersja MTV Unplugged) – Mrozu - „Jezioro szczęścia” – Brodka i Rosalie. - „Płonąca stodoła” – Krzysztof Zalewski - „Pocałunki (M. Pawlikowska-Jasnorzewska)” – sanah - „Zaopiekuj się mną” – Karaś/Rogucki                                                               | - „Bym poszedł” (Łona, Konieczny i Krupa) – Krzysztof Kiziewicz - „Fifi Hollywood” (Daria Zawiałow) – Nikodem Marek - „mori” (Dawid Podsiadło) – Tadeusz Śliwa - „Po trupach do Ciebie” (Kasia Lins) – Maciej Aleksander Bierut, Kasia Lins i Karol Łakomiec - „Supermoce” (Męskie Granie Orkiestra 2023: Igo, Mrozu i Vito Bambino) – Krzysztof Grajper |

### Sekcja muzyki jazzowej
| Album roku – jazz | Album roku – jazz                                                           |
| --- | --------------------------------------------------------------------------- |
| - Parallel – Aga Derlak - Flying Lion – Andrzej Święs Trio - Bons Amigos – Dorota Miśkiewicz i Toninho Horta - Coincidence – Paweł Tomaszewski i Orkiestra Symfoniczna Filharmonii w Szczecinie - Music We Like to Dance to – Tomasz Chyła Quintet |                                                                             |
| Artysta roku – jazz | Fonograficzny debiut roku – jazz                                            |
| - Aga Derlak - Zbigniew Jakubek - Andrzej Święs - Dorota Miśkiewicz - Paweł Tomaszewski - Tomasz Chyła | - Michał Aftyka - Horntet - Irka Zapolska - Piotr Szlempo - superminimalism |

### Sekcja muzyki poważnej
| Najwybitniejsze nagranie muzyki polskiej |
| --- |
| - Chopin - Rafał Blechacz (fortepian) - Agata Zubel / Maja Kleczewska – Oresteja - Danuta Stenka (aktorka), Anna Zawisza (sopran), Michał Sławecki (kontratenor), Tomasz Piluchowski (tenor), Tamara Kurkiewicz (perkusja), Leszek Lorent (perkusja), Krzysztof Niezgoda (perkusja), Chór Polskiego Radia i Szymon Wyrzykowski (dyrygent) - Aleksander Nowak / Radek Rak – Baśń o sercu. Favola in musica - Adam Strug (śpiew), Hubert Zemler (perkusja), Camerata Silesia, Aukso Orkiestra Kameralna Miasta Tychy i Marek Moś (dyrygent) - Grzegorz Fitelberg – Symphony in E minor, op. 16 - Orkiestra Filharmonii Poznańskiej i Łukasz Borowicz (dyrygent) - Paweł Łukaszewski – Symphoniae Sacrae 1 - Anna Mikołajczyk-Niewiedział (sopran), Agnieszka Rehlis (mezzosopran), Jarosław Bręk (baryton), Ravel Piano Duo, Chór Polskiego Radia w Krakowie, Orkiestra i Chór Opery i Filharmonii Podlaskiej, Piotr Borkowski (dyrygent) i Marcin Nałęcz-Niesiołowski (dyrygent) |
| Album roku muzyka współczesna |
| - Le Clavecin Moderne plus Saxophone - Alina Ratkowska (klawesyn) i Paweł Gusnar (saksofon) - kompozytorzy: Mikołaj Hertel, Anna Ignatowicz-Glińska, Bartosz Kowalski, Marcin Łukaszewski, Paweł Łukaszewski, Leszek Możdżer, Nicolas Prost i Weronika Ratusińska-Zamuszko - Andrzej Karałow: there are some nebulae no eye can dispel - Chromatophonic Trio, proMODERN, Chopin University Chamber Orchestra, Agnieszka Podłucka (altówka), Messages Quartet i Rafał Janiak (dyrygent) - Do słów – czterogłos romantyczny - Chór Polskiego Radia, Rafał Tyliba (krotale), Magdalena Duś (fortepian), Karolina Stalmachowska (obój) i Maria Piotrowska-Bogalecka (dyrygent) - kompozytorzy: Joanna Wnuk-Nazarowa, Paweł Łukaszewski, Szymon Godziemba-Trytek i Piotr Tabakiernik - Gary Guthman – Harp Concerto, Trumpet Concerto, Margarita - Małgorzata Zalewska (harfa), Gary Guthman (trąbka), Orkiestra Opery i Filharmonii Podlaskiej i Mirosław Jacek Błaszczyk (dyrygent) - Zuzanna Koziej – Music of Trust - Aleksandra Turalska (sopran), Chór NFM, Kameralna N-Harmonia i Agnieszka Franków-Żelazny (dyrygent) |
| Album roku muzyka orkiestrowa |
| - Paweł Łukaszewski – Symphoniae Sacrae 1 - Anna Mikołajczyk-Niewiedział (sopran), Agnieszka Rehlis (mezzosopran), Jarosław Bręk (baryton), Ravel Piano Duo, Chór Polskiego Radia w Krakowie, Orkiestra i Chór Opery i Filharmonii Podlaskiej, Piotr Borkowski (dyrygent) i Marcin Nałęcz-Niesiołowski (dyrygent) - Grzegorz Fitelberg – Symphony in E minor, op. 16 - Orkiestra Filharmonii Poznańskiej i Łukasz Borowicz (dyrygent) - Malawski, Palester – Ślad Ocalony - Orkiestra Filharmonii Gorzowskiej i Marta Kluczyńska (dyrygent) - Mikołaj Piotr Górecki - Orkiestra Kameralna Filharmonii Narodowej, Jan Lewtak (kierownictwo artystyczne), Jakub Jakowicz (skrzypce) i Maciej Frąckiewicz (akordeon) - Skrowaczewski: A Centennial Tribute - Orkiestra i Chór Filharmonii Narodowej, Stefania Woytowicz (sopran), Krystyna Szczepańska (mezzosopran), Bogdan Paprocki (tenor), Witold Pilewski (bas) i Stanisław Skrowaczewski (dyrygent) |
| Album roku muzyka oratoryjna i operowa |
| - Łukasz Borowicz - Polska Orkiestra Radiowa, Orkiestra Polskiego Radia w Warszawie, Chór Polskiego Radia w Krakowie, Chór Filharmonii Wrocławskiej i Łukasz Borowicz (dyrygent) - Górecki - Szymon Mechliński (baryton), Łukasz Długosz (flet), Orkiestra Symfoniczna Filharmonii Śląskiej, Chór Filharmonii Śląskiej, Jarosław Szemet (dyrygent) i Mirosław Jacek Błaszczyk (dyrygent) - Aleksander Nowak / Radek Rak – Baśń o sercu. Favola in musica - Adam Strug (śpiew), Hubert Zemler (perkusja), Camerata Silesia, Aukso Orkiestra Kameralna Miasta Tychy i Marek Moś (dyrygent) |
| Album roku muzyka koncertująca |
| - Polish Music for Cello and Orchestra - Orkiestra Filharmonii Narodowej, Marcin Zdunik (wiolonczela) i Andrzej Boreyko (dyrygent) - Elżbieta Sikora – Concertos - Mari Fukumoto (organy), Adam Kośmieja (fortepian), Linus Roth (skrzypce), NFM Filharmonia Wrocławska, Pascal Rophé (dyrygent), Sinfonia Varsovia, Bassem Akiki (dyrygent), Narodowa Orkiestra Symfoniczna Polskiego Radia w Katowicach i José Maria Florêncio (dyrygent) - Francis Poulenc, Joseph Jongen - Karol Mossakowski (organy), NFM Filharmonia Wrocławska i Giancarlo Guerrero (dyrygent) - Krzysztof Penderecki – Symphony No. 6, „Chinese Songs”, Trumpet Concertino, Concerto doppio - Jarosław Bręk (baryton), Aleksandra Kuls (skrzypce), Hsin Hsiao-ling (erhu), David Guerrier (trąbka), Hayoung Choi (wiolonczela), Norrköping Symphony Orchestra i Antoni Wit (dyrygent) - Laks, Weinberg, Nowicka – Works for Violin & Chamber Orchestra - Ewelina Nowicka (skrzypce), Orkiestra Kameralna Polskiego Radia Amadeus, Agnieszka Duczmal (dyrygent) i Anna Duczmal-Mróz (dyrygent)                                                    |
| Album roku recital solowy |
| - Chopin - Rafał Blechacz (fortepian) - Marian Borkowski – Complete Works for Solo Piano - Marcin Tadeusz Łukaszewski (fortepian) - Marian Borkowski – Complete Works for Solo Piano - Marek Szlezer (fortepian) - Paweł Łukaszewski – Musica Profana 3 – Nokturny - Marcin Tadeusz Łukaszewski (fortepian) - Juliusz Zarębski – Dzieła wszystkie vol. 5 – Utwory nieopusowane - Piotr Sałajczyk (fortepian), Joanna Freszel (sopran) i Grzegorz Biegas (fortepian) |
| Album roku muzyka kameralna – wokalna |
| - Władysław Żeleński – Pieśni wszystkie - Łukasz Hajduczenia (baryton), Monika Korybalska (mezzosopran), Karol Kozłowski (tenor), Mischa Kozłowski (fortepian), Urszula Kryger (mezzosopran), Ewa Leszczyńska (sopran), Julia Malik (sopran), Grzegorz Mania (fortepian), Magdalena Molendowska (sopran), Marta Mołodyńska-Wheeler (fortepian), Sylwia Olszyńska (sopran), Julia Samojło (fortepian), Agata Schmidt (mezzosopran), Katarzyna Ewa Sokołowska (fortepian), Olga Tsymbaluk (fortepian) i Bartłomiej Wezner (fortepian) - From Secession to Distortion - Tomasz Konieczny (bas-baryton) i Lech Napierała (fortepian) - Mieczysław Wajnberg – Pieśni - Aleksandra Kubas-Kruk (sopran), Anna Bernacka (mezzosopran) i Monika Kruk (fortepian) - Stanisław Moniuszko – Pieśni vol. 8 - Joanna Freszel (sopran), Anna Mikołajczyk-Niewiedział (sopran), Anna Simińska (sopran) i Jolanta Pszczółkowska-Pawlik (fortepian) - Vocal Music by Romuald Twardowski - Dorota Całek (sopran) i Antoni Lichomanow (fortepian)                                                                                            |
| Album roku muzyka kameralna – duety |
| - Stanisław Wisłocki – Solo & Chamber Works - Wojciech Świętoński (fortepian), Anna Mikołajczyk-Niewiedział (sopran) i Marta Piórkowska (skrzypce) - Artur Malawski – Piano Chamber Music - Sylwia Michalik (fortepian), Małgorzata Wasiucionek-Potera (skrzypce), Kamila Wąsik-Janiak (skrzypce), Adam Krzeszowiec (wiolonczela), Inga Poškutė (sopran) i Iza Połońska (sopran) - Bacewicz, Paciorkiewicz, Spisak, Weinberg – Utwory na dwoje skrzypiec - Polish Violin Duo (Marta Gidaszewska i Robert Łaguniak) - Chopin Inspirations - Janusz Wawrowski (skrzypce) i Mischa Kozłowski (fortepian) - Life & Beyond - Małgorzata Wasiucionek-Potera (skrzypce) i Andrzej Karałow (fortepian) |
| Album roku muzyka kameralna – większe składy |
| - Eugeniusz Knapik – Chamber Works - Kwartet Śląski, Piotr Lato (klarnet) i Piotr Sałajczyk (fortepian) - Krzysztof Penderecki – String Quartets, Clarinet Quartet, String Trio - Meccore String Quartet i Jan Jakub Bokun (klarnet) - Paris Polonais - Meccore String Quartet - Polish Cello Quartet – Chopin Project - Polish Cello Quartet (Tomasz Daroch, Wojciech Fudala, Krzysztof Karpeta, Adam Krzeszowiec) - Stanisław Moryto – Chamber Music - Prima Vista String Quartet, Phan Ha Ngan (fortepian), Piotr Hausenplas (wiolonczela) i Paweł Pańta (kontrabas) |
| Album roku muzyka dawna |
| - Beyond - Jakub Józef Orliński (kontratenor) i Il Pomo d’Oro - Carl Friedrich Abel – The Drexel Manuscript - Krzysztof Firlus (viola da gamba) - Il continuo virtuoso - Martyna Pastuszka (skrzypce) i Tomasz Pokrzywiński (wiolonczela) - Musica liturgica - Wrocław Baroque Ensemble: Piotr Olech (kontratenor), Daniel Elgersma (kontratenor), Maciej Gocman (tenor), Florian Cramer (tenor), Tomáš Král (bas), Jaromír Nosek (bas), Marcin Szelest (organy) i Andrzej Kosendiak (kierownictwo artystyczne) - Tryptyk Supraski - Chór Opery i Filharmonii Podlaskiej i Violetta Bielecka (dyrygent) |
| Album roku muzyka chóralna |
| - Agata Zubel / Maja Kleczewska – Oresteja - Danuta Stenka (aktorka), Anna Zawisza (sopran), Michał Sławecki (kontratenor), Tomasz Piluchowski (tenor), Tamara Kurkiewicz (perkusja), Leszek Lorent (perkusja), Krzysztof Niezgoda (perkusja), Chór Polskiego Radia i Szymon Wyrzykowski (dyrygent) - Canticles of Light - Chór NFM, instrumentaliści NFM Filharmonii Wrocławskiej i Agnieszka Franków-Żelazny (dyrygent) - Christus vincit – Camerata Silesia sings Paweł Łukaszewski - Camerata Silesia i Anna Szostak (dyrygent) - Henryk Mikołaj Górecki. Church songs, op. 84 - Polski Chór Kameralny i Jan Łukaszewski (dyrygent) - Rossini – Petite messe solennelle - Chór Filharmonii Narodowej, Bartosz Michałowski (dyrygent), Joanna Zawartko (sopran), Agnieszka Rehlis (mezzosopran), Andrzej Lampert (tenor), Łukasz Goliński (baryton), Ewa Wilczyńska (fortepian), Agnieszka Kopacka-Aleksandrowicz (fortepian) i Piotr Wilczyński (fisharmonia) |

### Złote Fryderyki
Laureaci Złotych Fryderyków:

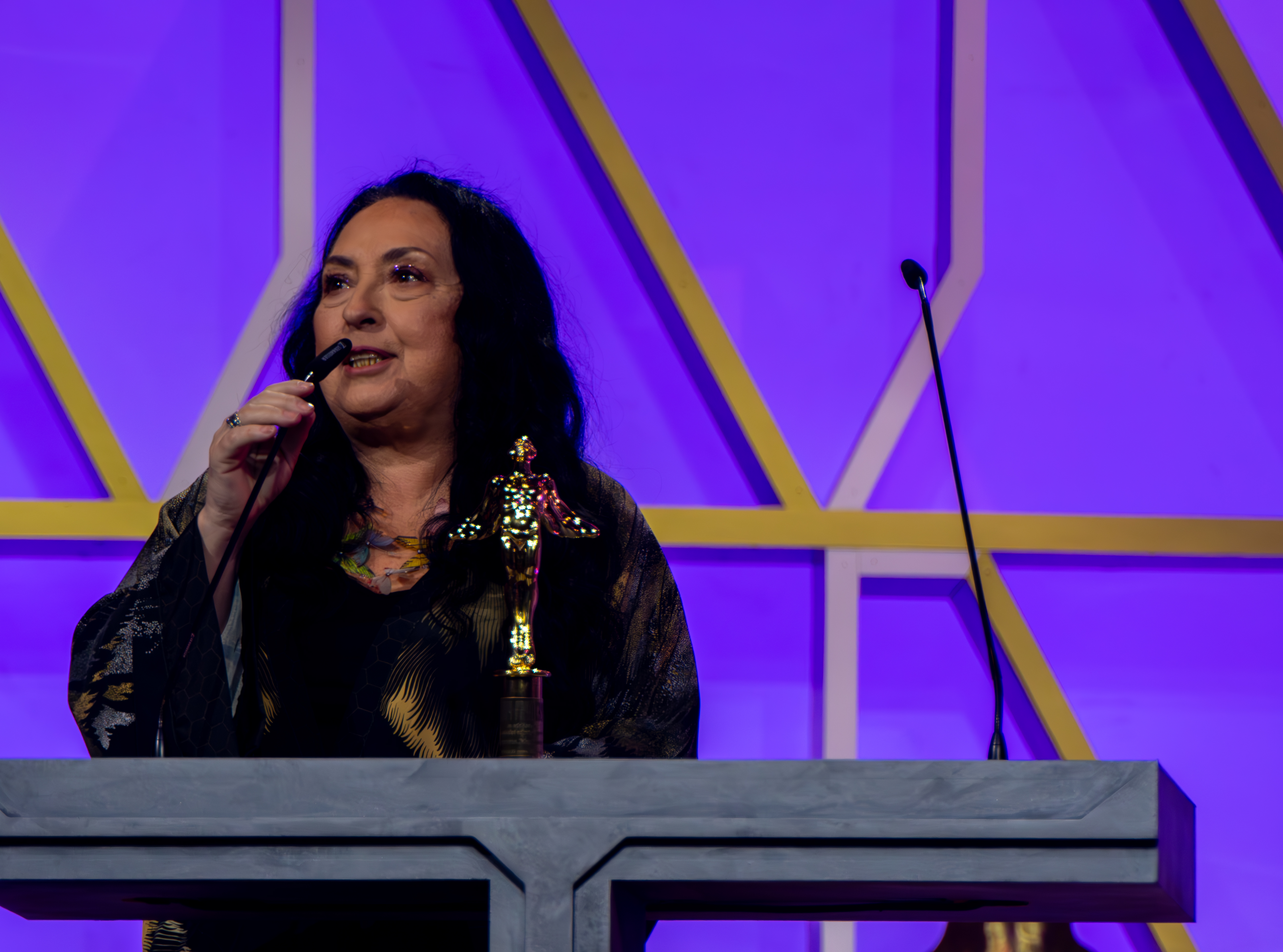
Martyna Jakubowicz podczas odbierania Złotego Fryderyka

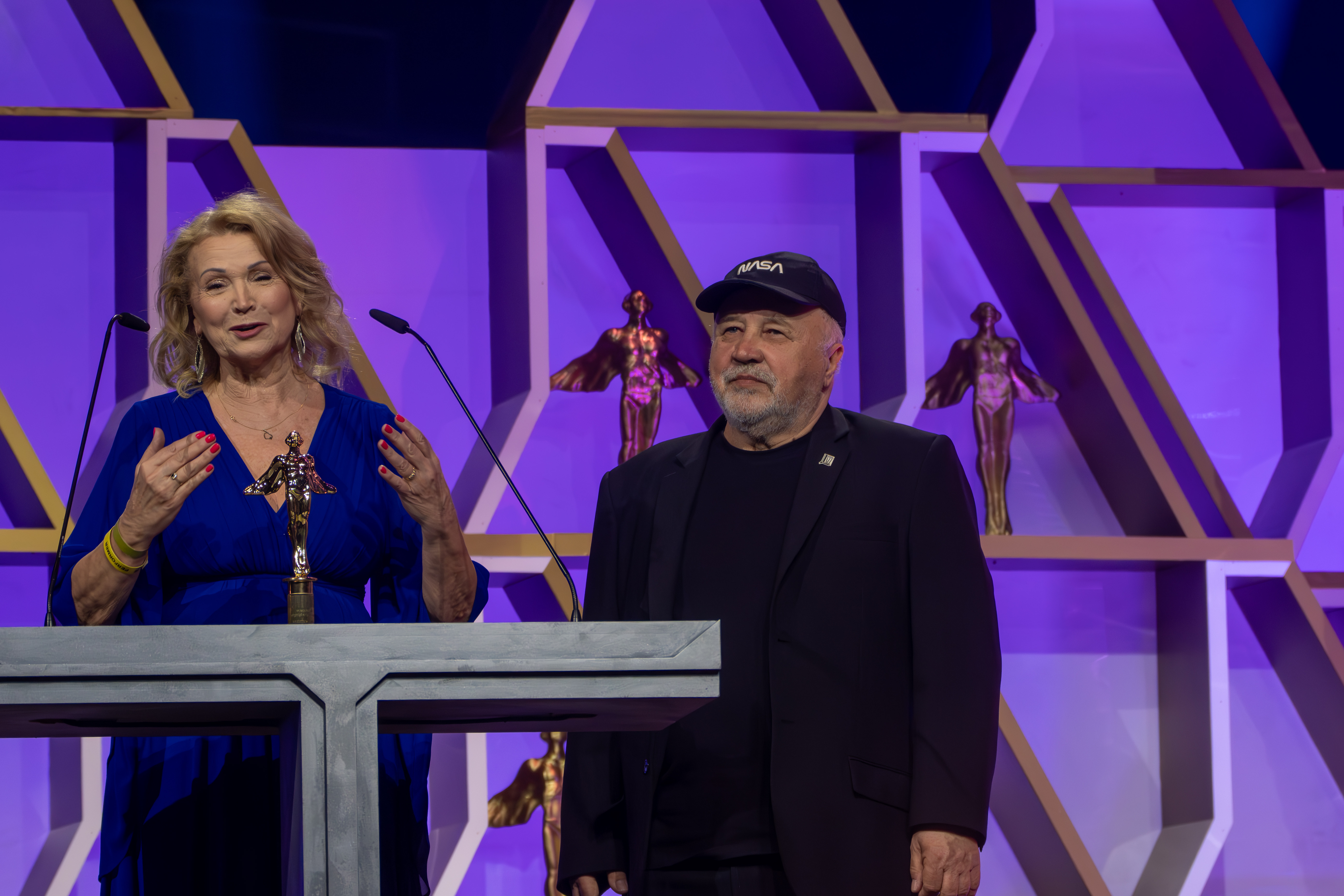
Krzysztof Jonkisz podczas odbierania Złotego Fryderyka z rąk Anny Markowskiej

- Martyna Jakubowicz (muzyka rozrywkowa)
- DJ 600V (muzyka rozrywkowa)
- Kazimierz Jonkisz (muzyka jazzowa)
- Krzysztof Meyer (muzyka poważna)

### Fryderykowy przebój 30-lecia

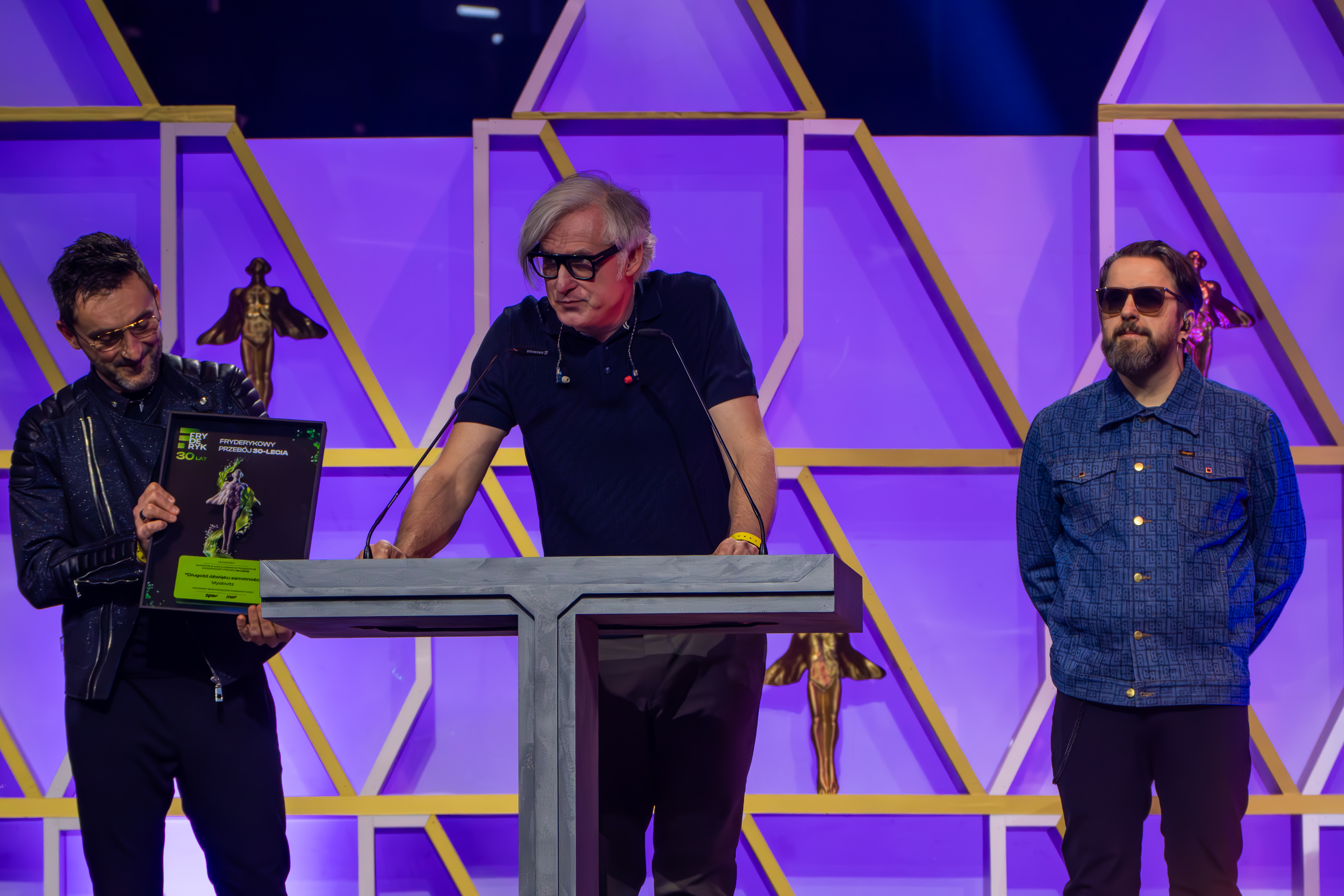
Myslovitz podczas odbierania nagrody za Fryderykowy przebój 30-lecia

Nagroda specjalna dla Fryderykowego przeboju 30-lecia została przyznana w wyniku głosowania internautów. Nominowane zostały wszystkie piosenki nagrodzone w 30-letniej historii Fryderyków w kategorii utwór roku.
| Fryderykowy przebój 30-lecia |
| --- |
| - „Długość dźwięku samotności” – Myslovitz (1999) - „Zanim zrozumiesz” – Varius Manx (1994) - „A to, co mam…” – Kasia Kowalska (1995) - „Oko za oko” – Justyna Steczkowska (1996) - „Takie tango” – Budka Suflera (1997) - „Zakręcona” – Reni Jusis (1998) - „Chłopcy” – Myslovitz (2000) - „Nie, nie, nie” – T.Love (2001) - „Baśka” – Wilki (2002) - „Trudno nie wierzyć w nic” – Raz, Dwa, Trzy (2003) - „Trudno tak” – Krzysztof Krawczyk i Edyta Bartosiewicz (2004) - „Prócz ciebie, nic” – Krzysztof Kiljański (2005) - „Rower” – Lech Janerka (2005) - „Trudno mi się przyznać” – Ania Dąbrowska (2006) - „Era retuszera” – Nosowska (2008) - „Maszynka do świerkania” – Czesław Śpiewa (2009) - „Kto tam? Kto jest w środku?” – Hey (2010) - „Love Shack” – Acid Drinkers (2011) - „Boso” – Zakopower (2012) - „Varsovie” – Brodka (2013) - „Trójkąty i kwadraty” – Dawid Podsiadło (2014) - „Miód” – Natalia Przybysz (2015) - „Rzuć to wszystko co złe” – Zbigniew Wodecki i Mitch & Mitch (2016) - „Mississipi w ogniu” – Ørganek (2017) - „Dobry moment” – Kortez (2018) - „Początek” – Męskie Granie Orkiestra 2018: Kortez, Dawid Podsiadło i Krzysztof Zalewski (2019) - „Pola” – Muniek Staszczyk (2020) - „Polskie tango” – Taco Hemingway (2021) - „I Ciebie też, bardzo” – Męskie Granie Orkiestra 2021: Daria Zawiałow, Dawid Podsiadło i Vito Bambino (2022) - „Za daleko” – Mrozu, gościnnie: Vito Bambino (2023) |

## Statystyki
Statystyki nie uwzględniają nagrody za Fryderykowy przebój 30-lecia.
| Liczba | Osoba/zespół |
| ------ | --- |
| 5      | Lech Janerka |
| 3      | Chór Polskiego Radia w Krakowie |
| 2      | Aga DerlakAnna Mikołajczyk-NiewiedziałDaria ze ŚląskaHania RaniKatarzyna Ewa SokołowskaKoniecznyKrupaŁonaMarcin RakMarek PędziwiatrMrozuRafał Blechacz |

| Liczba | Osoba/zespół |
| ------ | --- |
| 8      | Vito Bambino |
| 6      | Chór Polskiego Radia w Krakowie |
| 5      | Daria ZawiałowHania RaniLech JanerkaMrozusanah |
| 4      | Anna Mikołajczyk-Niewiedział |
| 3      | Agnieszka RehlisCamerata SilesiaChór Opery i Filharmonii PodlaskiejJarosław BrękKasia LinsKatarzyna Ewa SokołowskaKoniecznyKrupaL.U.C.ŁonaŁukasz BorowiczMałgorzata Wasiucionek-PoteraMarcin ŁukaszewskiNFM Filharmonia WrocławskaOrkiestra Opery i Filharmonii PodlaskiejRebel Babel Film Orchestra |